# Arévalo
Arévalo es un municipio y ciudad española de la provincia de Ávila, en la comunidad autónoma de Castilla y León. Situada en el norte de la provincia, la localidad es la capital de la comarca de La Moraña o Tierra de Arévalo. El municipio cuenta con una población de 7830 habitantes (INE 2024), lo que lo convierte en la segunda población en número de habitantes de la provincia tras Ávila, la capital. La localidad —conocida también por el apodo de «Ciudad de los Cinco Linajes»— está rodeada de grandes llanuras y se encuentra enclavada en la lengua de tierra que forman al reunirse al norte de la población los ríos Adaja y Arevalillo, quedando por consiguiente a la margen izquierda del primero y a la derecha del segundo. Este emplazamiento entre dos cursos de agua es típico de muchas localidades fundadas en la Edad Media al sur del río Duero, y está relacionado con la defensa militar de la villa. El casco antiguo de Arévalo está declarado bien de interés cultural; en él se conservan una notable cantidad de ejemplos de arquitectura mudéjar castellana — también llamada «románico de ladrillo»— y constituye uno de los lugares más destacados en este aspecto.

## Toponimia
El lingüista y etimólogo catalán Joan Corominas sostuvo la hipótesis de un origen celta del topónimo, derivado de Arevalon, compuesto a su vez de are, que vendría a significar «junto a», y de valon, con el significado de «empalizada». Otros autores proponen un origen latino del topónimo, a partir de acrifulu —abeto en latín—, que evolucionaría a Agrébalo y finalmente a Arévalo. Otras hipótesis consideran el nombre como lugar entre ríos o derivación de arevaccei, que designa a los vacceos del extremo que la situaría en el lugar más alejado del territorio de los vacceos.

## Geografía física

### Ubicación

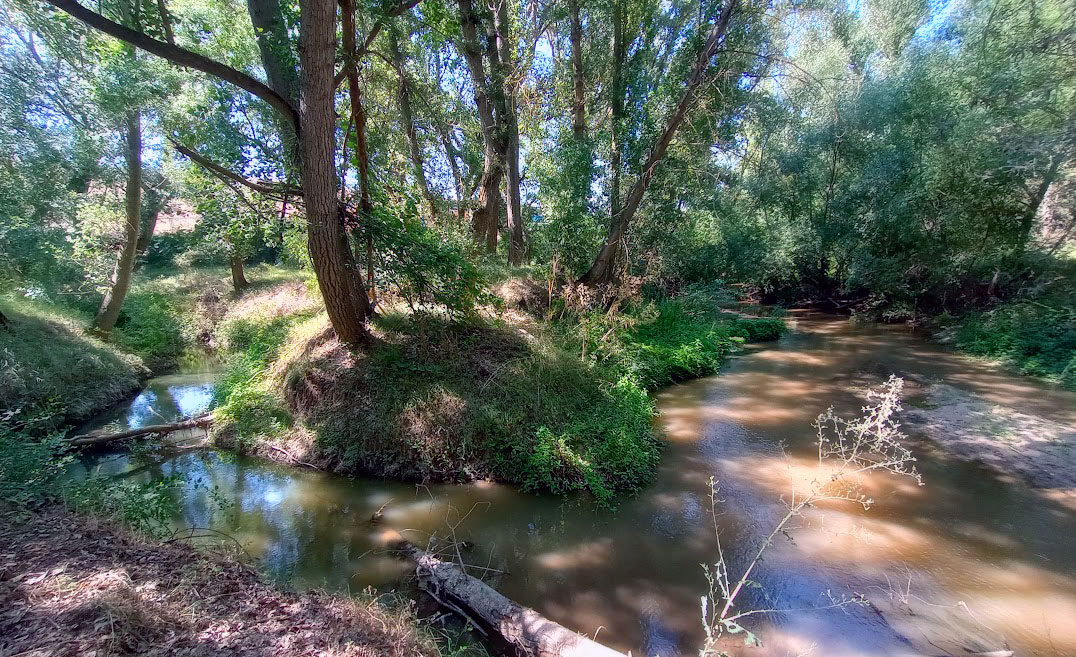
Desembocadura del río Arevalillo en el río Adaja

Arévalo limita al norte con los municipios de Palacios de Goda y Donhierro; al oeste con Aldeaseca y Nava de Arévalo; al sur con Tiñosillos, Orbita y Espinosa de los Caballeros; y al este con Martín Muñoz de la Dehesa y Codorniz, de la provincia de Segovia. Arévalo se encuentra en la comarca de Tierra de Arévalo, a 828 m de altitud, y es bañada por los ríos Adaja y su afluente el Arevalillo que envían sus aguas al río Duero. El municipio cuenta con una extensión de 45,71 km².
La comarca más amplia a la que pertenece se denomina «La Moraña», debido a la abundancia de pobladores moros cuando la frontera de las españas cristiana y musulmana estaba en el río Duero y estas tierras eran las situadas más allá del Duero ("extremo-Duero") por lo que eran conocidas como las extratierras extremo-duero castellanas o extremadura castellana. La comarca donde se sitúa Arévalo es conocida por su producción agrícola de cereales de secano asociados con leguminosas además de la abundancia del pino gallego y los pastos de invierno. Asimismo se incluye dentro de la "Tierra de Pinares" castellana que se amplía a las provincias de Segovia y Valladolid.
| Noroeste: Palacios de Goda | Norte: Donhierro (Segovia) y Palacios de Goda | Noreste: Martín Muñoz de la Dehesa (Segovia) |
| Oeste: Aldeaseca           |                                               | Este: Codorniz (Segovia)                     |
| Suroeste: Nava de Arévalo  | Sur: Tiñosillos y Orbita                      | Sureste: Espinosa de los Caballeros          |

### Clima

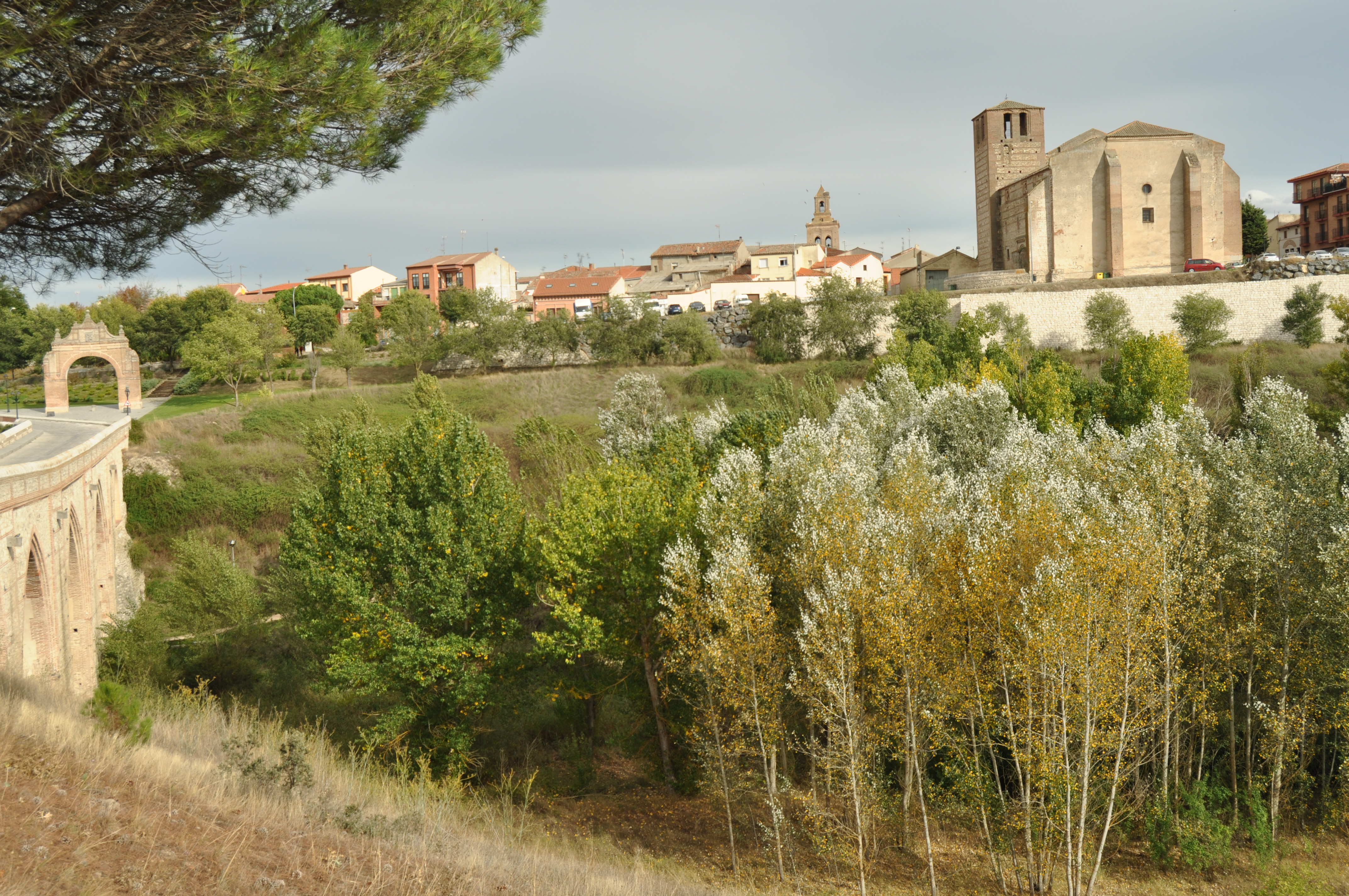
Vegetación a comienzos del otoño en torno al cauce del río Arevalillo

Arévalo no cuenta con una estación termopluviométrica consultable. Si se toman como referencia los valores mensuales promedio de precipitación de la localidad segoviana de Rapariegos (situada a 7 km de la ciudad) y los valores mensuales promedio de temperatura de Villanueva del Aceral (localidad situada a 10 km de la ciudad y a una altitud ligeramente superior) se puede caracterizar esta evolución anual de dichos parámetros según la clasificación climática de Köppen como la propia de un clima mediterráneo de tipo Csb (templado con verano templado y seco) cerca del límite de temperaturas medias veraniegas con un clima mediterráneo Csa templado con verano seco y caluroso:
| Parámetros climáticos promedio de Rapariegos (1966-2003) y Villanueva del Aceral (1972-1990) | Parámetros climáticos promedio de Rapariegos (1966-2003) y Villanueva del Aceral (1972-1990) | Parámetros climáticos promedio de Rapariegos (1966-2003) y Villanueva del Aceral (1972-1990) | Parámetros climáticos promedio de Rapariegos (1966-2003) y Villanueva del Aceral (1972-1990) | Parámetros climáticos promedio de Rapariegos (1966-2003) y Villanueva del Aceral (1972-1990) | Parámetros climáticos promedio de Rapariegos (1966-2003) y Villanueva del Aceral (1972-1990) | Parámetros climáticos promedio de Rapariegos (1966-2003) y Villanueva del Aceral (1972-1990) | Parámetros climáticos promedio de Rapariegos (1966-2003) y Villanueva del Aceral (1972-1990) | Parámetros climáticos promedio de Rapariegos (1966-2003) y Villanueva del Aceral (1972-1990) | Parámetros climáticos promedio de Rapariegos (1966-2003) y Villanueva del Aceral (1972-1990) | Parámetros climáticos promedio de Rapariegos (1966-2003) y Villanueva del Aceral (1972-1990) | Parámetros climáticos promedio de Rapariegos (1966-2003) y Villanueva del Aceral (1972-1990) | Parámetros climáticos promedio de Rapariegos (1966-2003) y Villanueva del Aceral (1972-1990) | Parámetros climáticos promedio de Rapariegos (1966-2003) y Villanueva del Aceral (1972-1990) |
| Mes                                                                                          | Ene.                                                                                         | Feb.                                                                                         | Mar.                                                                                         | Abr.                                                                                         | May.                                                                                         | Jun.                                                                                         | Jul.                                                                                         | Ago.                                                                                         | Sep.                                                                                         | Oct.                                                                                         | Nov.                                                                                         | Dic.                                                                                         | Anual                                                                                        |
| -------------------------------------------------------------------------------------------- | -------------------------------------------------------------------------------------------- | -------------------------------------------------------------------------------------------- | -------------------------------------------------------------------------------------------- | -------------------------------------------------------------------------------------------- | -------------------------------------------------------------------------------------------- | -------------------------------------------------------------------------------------------- | -------------------------------------------------------------------------------------------- | -------------------------------------------------------------------------------------------- | -------------------------------------------------------------------------------------------- | -------------------------------------------------------------------------------------------- | -------------------------------------------------------------------------------------------- | -------------------------------------------------------------------------------------------- | -------------------------------------------------------------------------------------------- |
| Temp. media (°C)                                                                             | 3.0                                                                                          | 4.8                                                                                          | 6.3                                                                                          | 8.1                                                                                          | 11.9                                                                                         | 17.0                                                                                         | 20.7                                                                                         | 20.3                                                                                         | 17.4                                                                                         | 11.4                                                                                         | 6.7                                                                                          | 4.1                                                                                          | 11.0                                                                                         |
| Precipitación total (mm)                                                                     | 36.2                                                                                         | 31.6                                                                                         | 25.9                                                                                         | 40.6                                                                                         | 49.7                                                                                         | 34.5                                                                                         | 21.4                                                                                         | 16.1                                                                                         | 27.1                                                                                         | 46.1                                                                                         | 45.9                                                                                         | 37.6                                                                                         | 412.6                                                                                        |
| [cita requerida]                                                                             |                                                                                              |                                                                                              |                                                                                              |                                                                                              |                                                                                              |                                                                                              |                                                                                              |                                                                                              |                                                                                              |                                                                                              |                                                                                              |                                                                                              |                                                                                              |

## Historia

### Edad Antigua
La zona está poblada desde tiempos remotos, habiéndose hallado yacimientos prehistóricos cercanos a la población. En el municipio vecino de Nava de Arévalo se han encontrado restos de mosaicos polícromos y fragmentos de esculturas de mármol correspondiente al período tardorromano.

### Edad Media

El concejo de Arévalo fue una de las Comunidades de Villa y Tierra en las que se dividió el territorio «reconquistado» de la Extremadura castellana

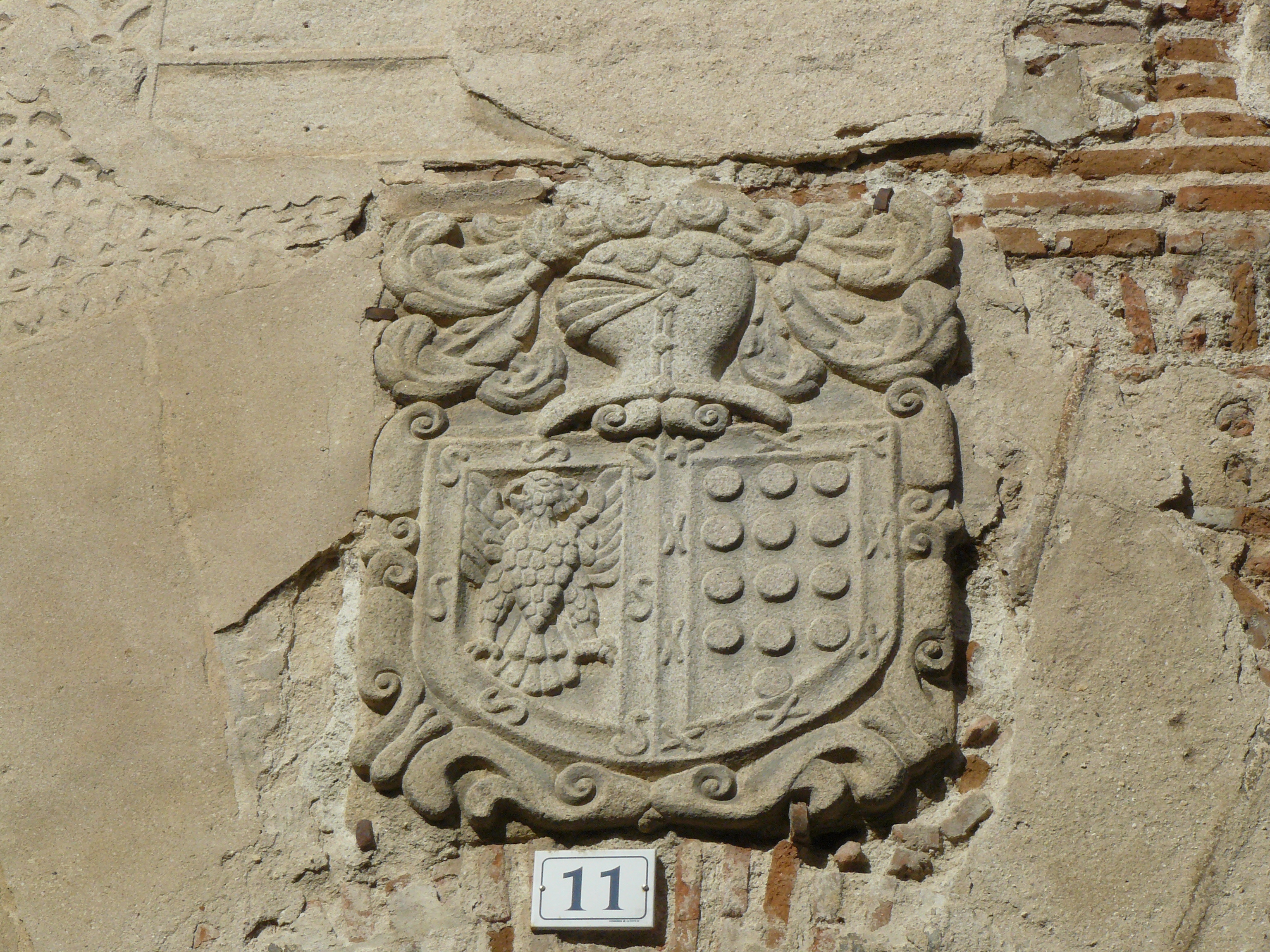
Relieve heráldico en el palacio de los Sedeño: partido, 1.º un águila y bordura cargada de 7 eses, que es de los Sedeño; y en el 2.º los 13 roeles correspondientes a la casa de Dávila, con bordura cargada de 8 aspas.

Arévalo se fundó hacia 1085-1090, en el contexto de la Reconquista cristiana, simultáneamente a las poblaciones de Olmedo y Medina del Campo. Aparece documentada por primera vez en el año 1090, cuando llegan a ella repobladores del norte de la península —originarios mayoritariamente de Covaleda, Lara y Castilla—. Perteneció hasta el año 1135 al obispado de Palencia y posteriormente al de Ávila, a raíz de la restauración de la diócesis de esta última.
Durante la segunda mitad del siglo XII fue frontera entre los reinos de Castilla y de León y crece rápidamente, siendo una de las principales poblaciones de la meseta. El concejo de Arévalo a lo largo de su historia consistió mayoritariamente de territorios de realengo. Durante la Edad Media la villa constituyó una plaza fortificada y un centro de comunicaciones de gran importancia entre los concejos adyacentes, entre los que se encontraban Ávila, Medina del Campo, Olmedo, Coca o Segovia. La aristocracia en el poder durante la Baja Edad Media —las cinco familias de los Tapia, Sedeño, Montalvo, Briceño y Berdugo; que trazaban su linaje hacia atrás identificándose como los descendientes de los reconquistadores de la ciudad— se decantó por los Trastamara en la Guerra Civil Castellana.

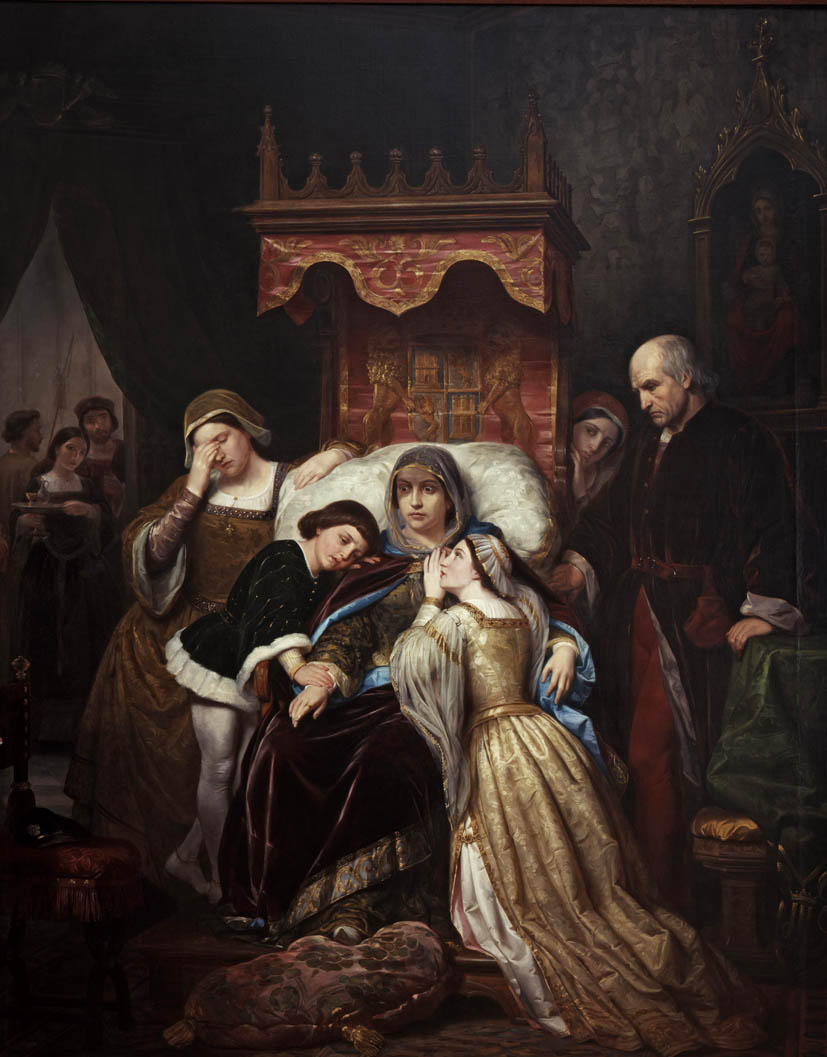
La demencia de Isabel de Portugal, obra de Pelegrí Clavé en 1855: Isabel de Portugal falleció en 1496 como punto final de un largo retiro en Arévalo

El concejo de Arévalo fue en sus comienzos territorio de realengo. Sin embargo durante los siglos XIV y XV la comunidad de villa y tierra de Arévalo —que llegó a tener una extensión de 1118 km²— se señorializó progresivamente. En Arévalo se asentó una numerosa comunidad judía y musulmana, siendo la judería de Arévalo la segunda del reino de Castilla a comienzos del siglo XV, lo que favoreció la economía local. En el mismo siglo la localidad cobra gran importancia política por la frecuente visita de la corte. El rey Enrique IV de Castilla convocó cortes en Arévalo y, más tarde Isabel la Católica en las Casas Reales de Arévalo pasó su juventud. La población mudéjar —en 1463 la aljama de Arévalo solo fue superada en recaudación de impuestos por Toledo, Ávila, Sevilla y Guadalajara— de la ciudad se encontraba también entre las más importantes de la Corona de Castilla. La morería, que contaba con un alfaquí, estaba localizada cerca del río Arevalillo.
En la ciudad también estableció su corte el hermano de Isabel, Alfonso. La villa fue empeñada por Enrique IV a Álvaro Estúñiga, —miembro de una familia con un linaje de origen navarro— concediéndole el señorío y el ducado de esta en 1469. Esta concesión se produjo en el contexto de los apuros económicos que había padecido la corona durante la Guerra Civil Castellana entre Enrique IV y su medio hermano Alfonso. El ducado de Arévalo tan solo perduró hasta 1480, cuando los Zúñiga no pudieron retener la posesión de la ciudad por las presiones de la familia real, capitulando y entregando Arévalo a Isabel de Portugal, progenitora de Isabel la Católica.

### Edad Moderna

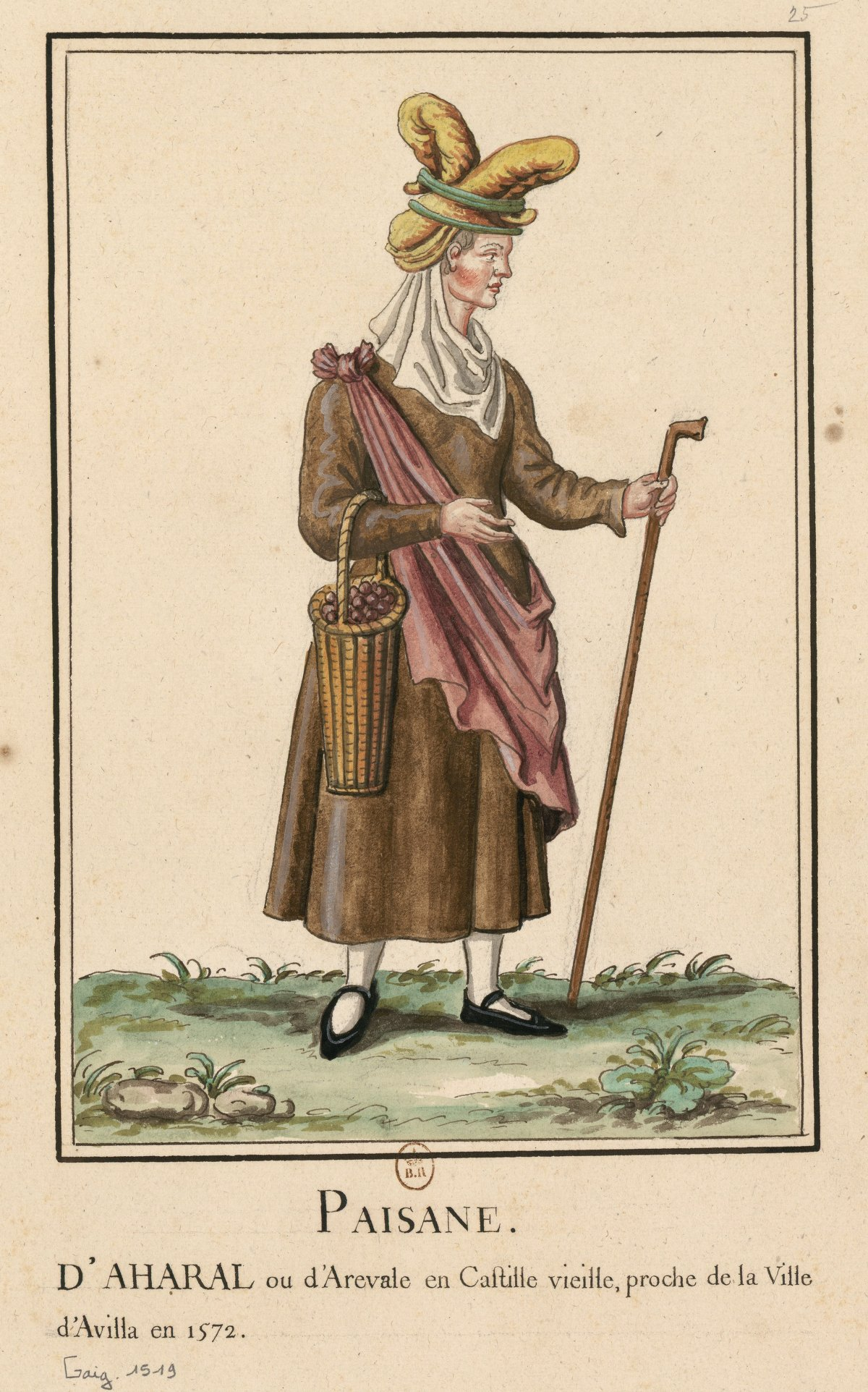
Acuarela de paisana de Arévalo del, perteneciente a la colección de Roger de Gaignières

El 2 de julio de 1494 se ratificó en Arévalo el Tratado de Tordesillas. Este acuerdo sería también ratificado en Setúbal por el monarca portugués Juan II el 7 de septiembre de 1494. En el siglo XVI Ignacio de Loyola pasó su adolescencia en Arévalo, siendo la fecha más probable de su estancia en la localidad el periodo comprendido entre los años 1506 y 1517. Tras la muerte de Fernando el Católico, el emperador Carlos V intentó ceder Arévalo a Germana de Foix, a modo de compensar las rentas que en principio le había prometido el esposo de Isabel la Católica en su testamento.
Tras la muerte de Germana de Foix la localidad debería volver a manos del monarca. La villa protestó, se rebeló, y, tras el pago de una serie de compensaciones monetarias, consiguió, en 1520, la promesa del emperador de que la villa no sería nunca enajenada ni vendida. Enclavada en una zona tradicionalmente cerealista, Arévalo, que ya en la Edad Media se benefició como mercado agrario de su buena situación geográfica, se convirtió a mediados del siglo XVIII en el principal centro de producción de cereal de Castilla.
Edad Contemporánea

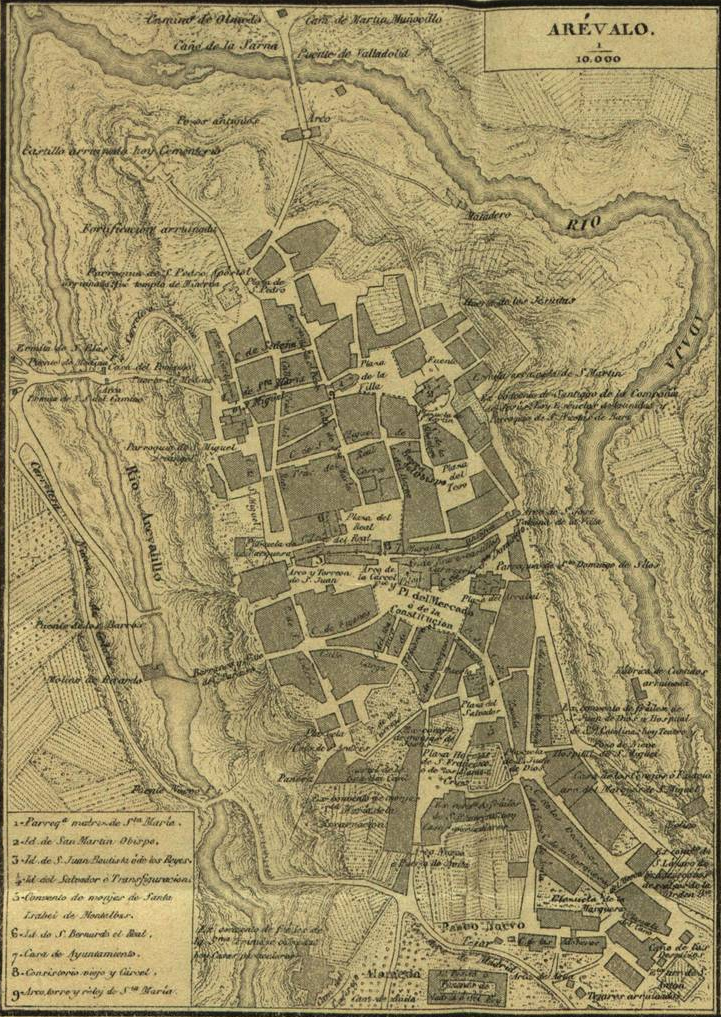
Mapa de la localidad de Francisco Coello (1822-1898) publicado en 1864

El comienzo del siglo XIX trajo sin embargo una importante crisis de subsistencia durante la cual se duplicó de la tasa de mortalidad y que también se caracterizó por una fuerte subida del precio del trigo. El paso de los ejércitos franceses por la localidad agravó la situación todavía más por las exigencias desmesuradas de vituallas por parte de los oficiales —Auguste Marmont, duque de Ragusa, llegó a solicitar 8000 fanegas de trigo y 268 000 reales en 1811— y el propio saqueo de la ciudad.

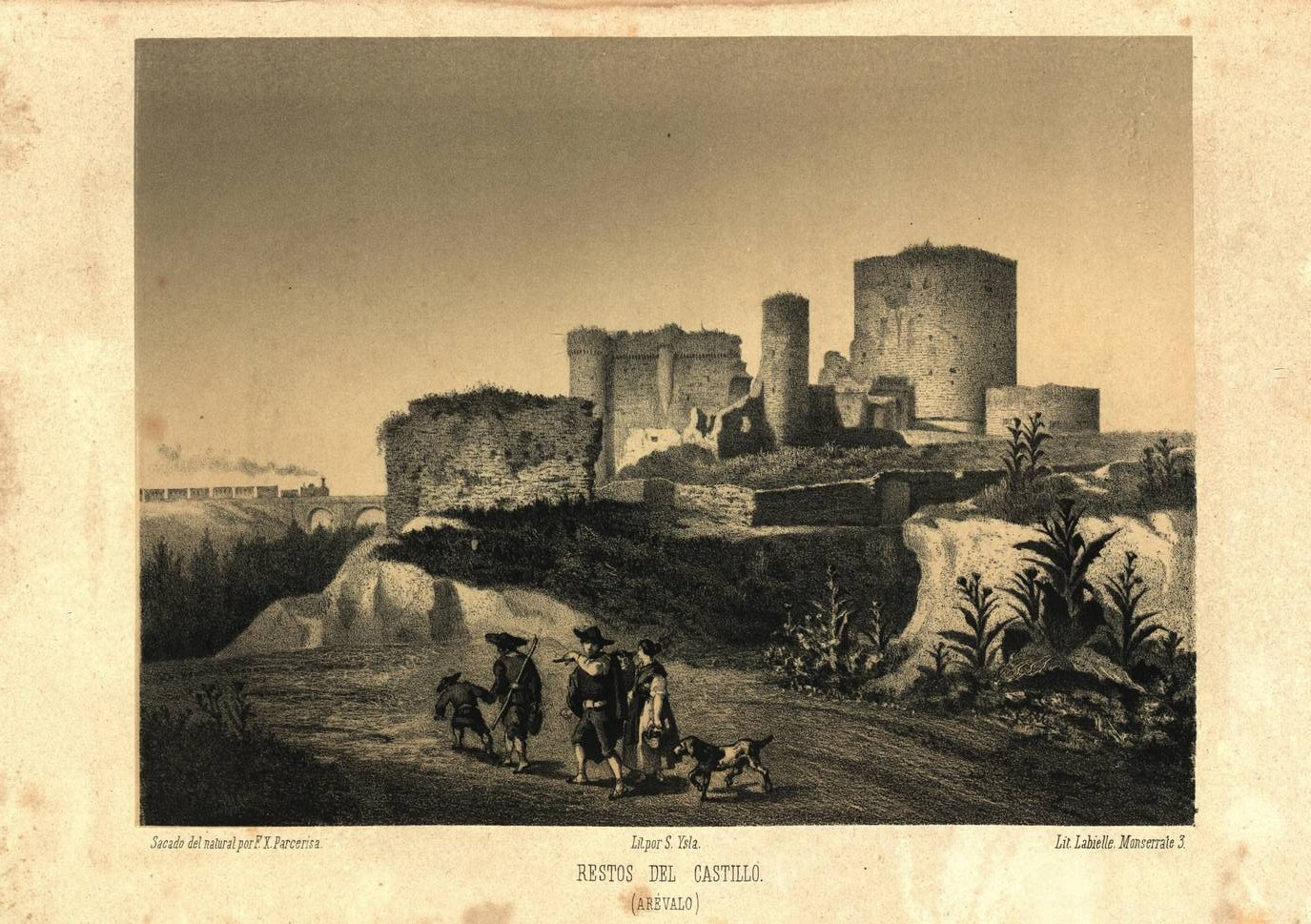
Litografía de Francisco Javier Parcerisa publicada en 1865; a mediados del el castillo de Arévalo se encontraba en ruinas

La villa adquirió el título de ciudad el 19 de julio de 1894, concedido por María Cristina de Habsburgo-Lorena —regente de Alfonso XIII— en virtud «del aumento de su población, desarrollo de su agricultura, industria y comercio y fomento de su instrucción popular». Arévalo y Ávila fueron las dos localidades de la provincia en las que a finales del siglo XIX empezaron a aparecer los primeros colegios privados de enseñanza primaria. El 1 de noviembre de 1943 la Diputación provincial eligió mayoritariamente a su alcalde, Lucas Gómez Fortado, para el cargo de procurador en Cortes en la I Legislatura de las Cortes Españolas (1943-1946), representando a los municipios de la provincia. El 11 de enero de 1944 ocurrió un grave accidente ferroviario en la estación de la ciudad al chocar dos trenes —un tren correo que venía de La Coruña y un tren expreso que realizaba el servicio Madrid-Irún— que se cobró una cuenta de 41 víctimas mortales y 78 heridos. Ese mismo mes se dispuso «en atención a la conducta del vecindario y las autoridades» y a la cooperación ciudadana en el accidente el ingreso de la ciudad en la Orden Civil de Beneficencia, y la concesión de la cruz de la orden.

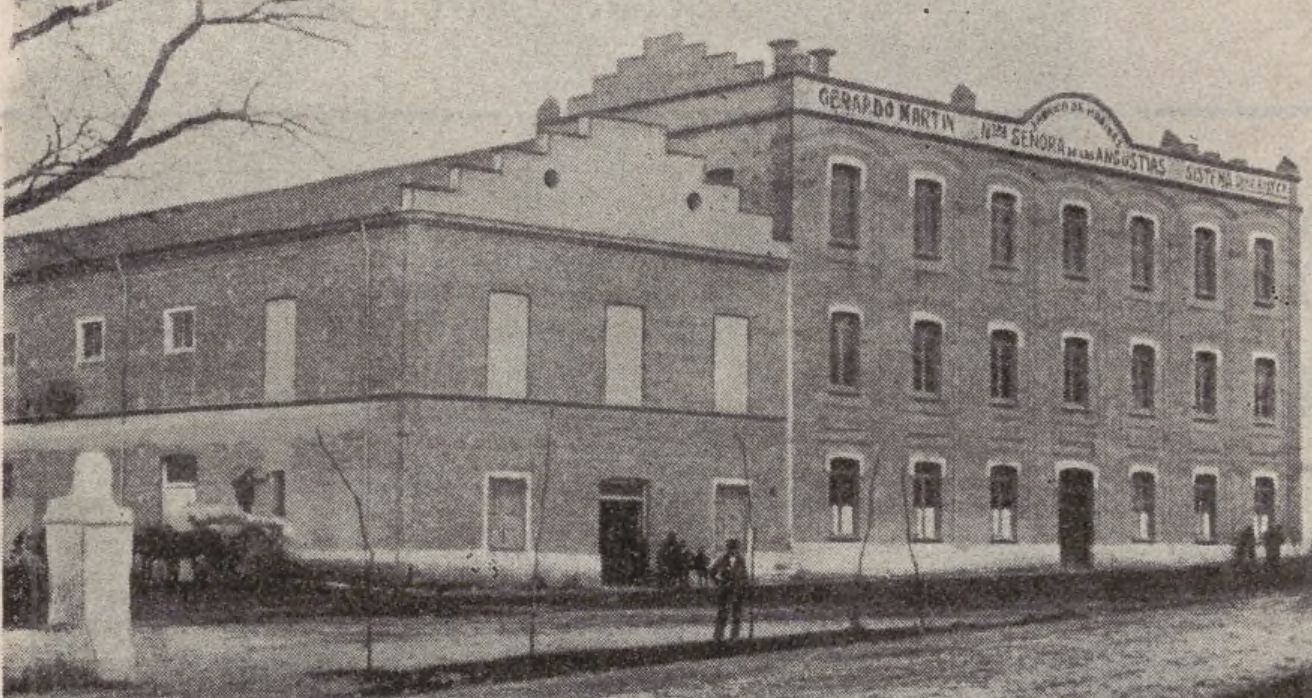
Fábrica de Nuestra Señora de las Angustias hacia finales de la década de 1920

Camilo José Cela en su libro Judíos, moros y cristianos, narra un viaje que realiza por tierras de Segovia y Ávila, entre 1946 y 1952. De Arévalo comenta lo siguiente entre otras cosas:

Arévalo se recuesta en una lomilla en medio de una llanura dilatada. El vagabundo al entrar en Arévalo, cree escuchar aún el aleteo, sobre los árboles del fondo entre los copudos olmos del fondo, de un heridor vientecillo militar. Arévalo fue villa guerrera de bien templada y acreditada fama: Arévalo con Olmedo por donde ya pasó el vagabundo fue una de las llaves de Castilla. Como un lobo trotador, así el viejo refrán corrió por los caminos y por los campos y por los montes de Ávila y Burgos de Segovia y de Valladolid, de León, de Medina del Campo, de Toro, de Salamanca, de Zamora: quien de Castilla señor quiera ser, a Arévalo y a Olmedo de su parte ha de tener.

## Demografía
Arévalo cuenta con una población de 7830 habitantes (INE 2024).
| Gráfica de evolución demográfica de Arévalo entre 1842 y 2021                                                         |
| |
| Población de derecho según los censos de población del INE. Población de hecho según los censos de población del INE. |

## Economía

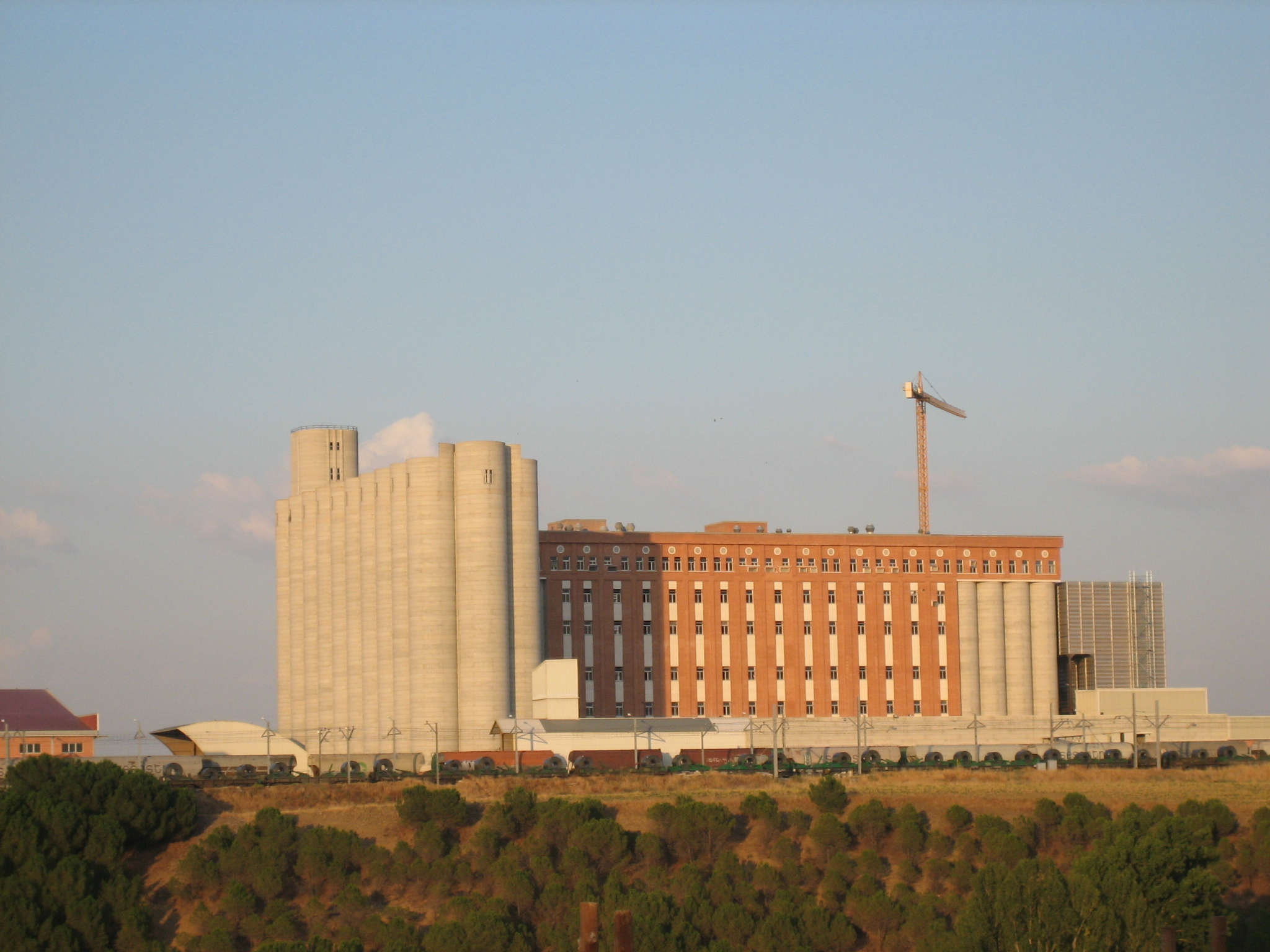
Industria harinera en el municipio

Agricultura y ganadería, pujante sector industrial, fundamentalmente basado en el procesado de productos agrícolas, antigüedades y fabricación de componentes del sector automovilístico. Turismo cultural y gastronómico.

## Comunicaciones
Arévalo se encuentra situado geográficamente en un cruce de antiguos caminos y calzadas.[cita requerida]
Carretera
Por el municipio de la localidad transcurren dos importantes carreteras:
- La autovía A-6, Autovía del Noroeste, que une Madrid con La Coruña, comunica esta población con las principales ciudades del noroeste peninsular. Madrid queda a 126 km y Tordesillas (nudo de carreteras que da acceso a Valladolid, Palencia, Burgos y por ahí a todo el norte español) a 57 km.
- La carretera autonómica CL-605 que une Segovia (a 60 km de Arévalo) con Zamora (a 116 km de la ciudad).

También debemos reseñar que Ávila se encuentra a escasos 50 km y Salamanca a poco más de 95 km.
| Numeración | Nombre               | Itinerario                                                                               | Datos |
| ---------- | -------------------- | ---------------------------------------------------------------------------------------- | ----- |
| A-6        | Autovía del Noroeste | Madrid - La Coruña                                                                       |       |
| CL-605     | CL-605               | Segovia - Santa María la Real de Nieva - Arévalo - Madrigal de las Altas Torres - Zamora |       |
| AV-804     | AV-804               | Arévalo – Ávila (intersección con N-501 )                                                |       |
| AV-P-116   | AV-P-116             | Arévalo – Crespos (intersección con N-501 )                                              |       |
| AV-413     | AV-413               | Arévalo – Provincia de Segovia (intersección con SG-413 )                                |       |
| AV-810     | AV-810               | Arévalo – A-6                                                                            |       |

Existen diferentes líneas regulares de autobuses que comunican a la población con las diferentes ciudades cercanas.
- La compañía Auto Res comunica Arévalo con Madrid, Salamanca, Benavente y Zamora entre otros.
- La compañía Alsa comunica Arévalo con La Coruña, Santiago de Compostela y La Bañeza entre otros destinos.
- La compañía Autocares Gasch comunica Arévalo con Ávila.

Ferrocarril

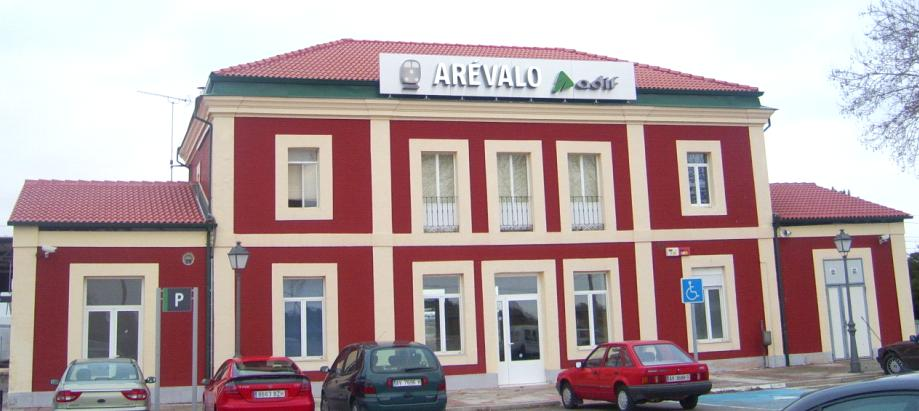
Fachada principal de la estación de tren de Arévalo

Asimismo la línea férrea Madrid-Hendaya tiene parada en su término municipal en la estación de Arévalo. Desde esta misma línea, la ciudad se comunica a través de sus múltiples trenes regionales con ciudades como Madrid, Ávila, Medina del Campo, Valladolid, Burgos, Palencia, Vitoria, León, Vigo o Irún. Sin embargo, Arévalo ha quedado fuera de los trayectos proyectados de Alta Velocidad Española.

## Administración y política
Administración municipal
La administración local del municipio se realiza a través de un ayuntamiento de gestión democrática, cuyos componentes se eligen cada cuatro años por sufragio universal. El censo electoral está compuesto por todos los residentes empadronados en Arévalo, mayores de 18 años y con nacionalidad de cualquiera de los países miembros de la Unión Europea. Según lo dispuesto en la Ley del Régimen Electoral General, que establece el número de concejales elegibles en función de la población del municipio, la Corporación Municipal está formada por 13 ediles, los cuales se han distribuido de la siguiente forma en los últimos años:
En la siguiente tabla se detallan los resultados en Arévalo de las elecciones municipales de mayo de 2023:
| Nombre de las candidaturas | Nombre de las candidaturas               | Votos | %     | concejales |
| -------------------------- | ---------------------------------------- | ----- | ----- | ---------- |
|                            | Partido Popular (PP)                     | 2186  | 49,07 | 7          |
|                            | Arévalo Decide                           | 1407  | 31,58 | 4          |
|                            | Vox                                      | 426   | 9,56  | 1          |
|                            | Partido Socialista Obrero Español (PSOE) | 390   | 8,75  | 1          |

Tras las elecciones municipales de 2019 los concejales se distribuyeron de la siguiente manera: 6 del Partido Popular (candidatura encabezada por Vidal Galicia), 6 de Arévalo Decide (candidatura encabezada por Francisco León) y 1 del Partido Socialista Obrero Español (candidatura encabezada por Rodrigo Romo).
| Periodo   | Nombre                                       | Partido        |
| --------- | -------------------------------------------- | -------------- |

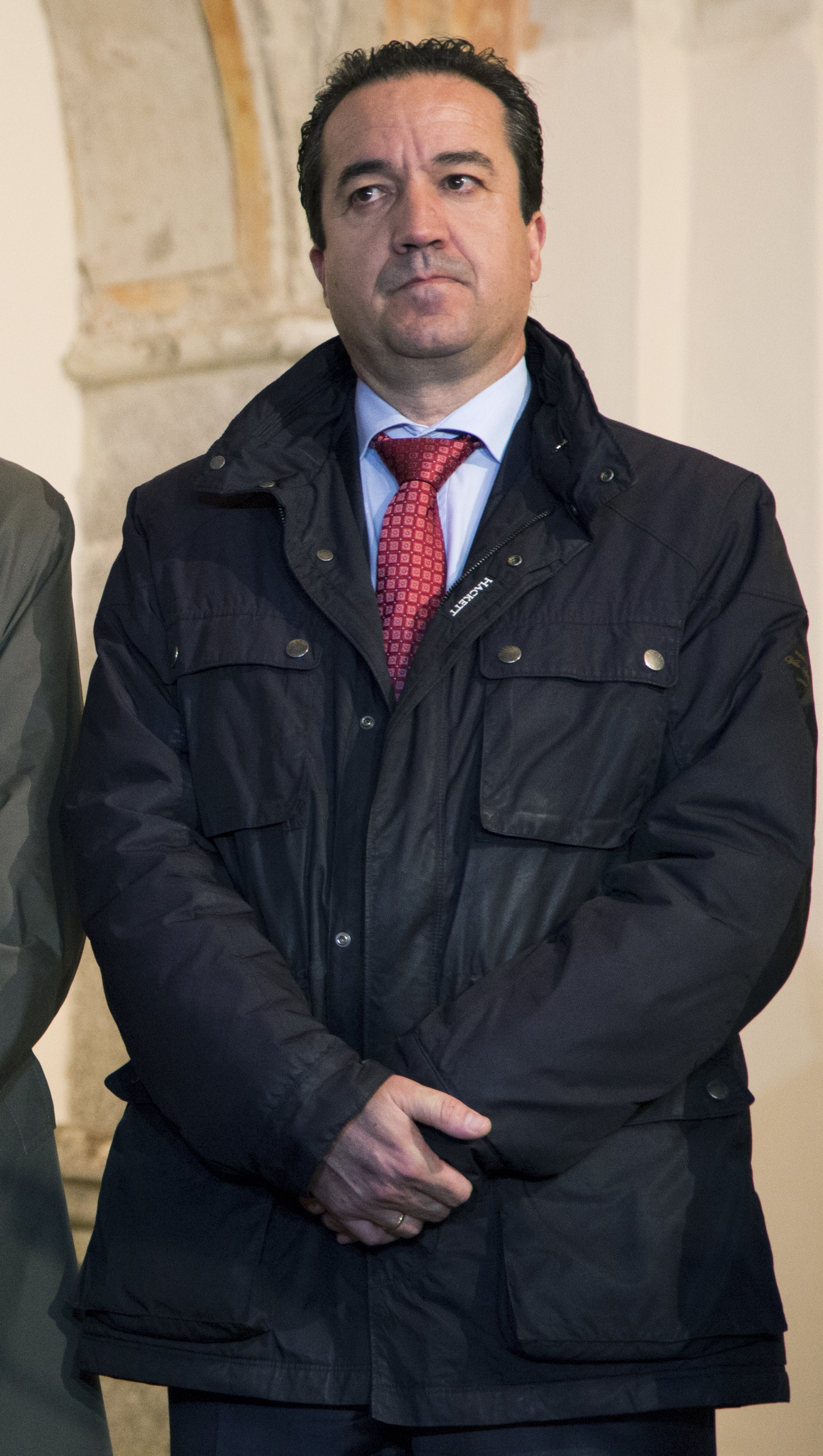
Vidal Galicia Jaramillo, alcalde del municipio entre 2003 y 2019

| 1979-1983 | Ricardo Bustillo de Partearroyo (hasta 1982) | UCD            |
| 1983-1987 | Felipe Rogero                                | AP/PDP/UL      |
| 1987-1991 | Luis Alberto Antonio Martín                  | PSOE           |
| 1991-1995 | Luis Alberto Antonio Martín                  | PSOE           |
| 1995-1999 | Ricardo Ungría                               | PP             |
| 1999-2003 | Francisco León                               | PSOE           |
| 2003-2007 | Vidal Galicia Jaramillo                      | PP             |
| 2007-2011 | Vidal Galicia Jaramillo                      | PP             |
| 2011-2015 | Vidal Galicia Jaramillo                      | PP             |
| 2015-2019 | Vidal Galicia Jaramillo                      | PP             |
| 2019-2023 | Francisco León                               | Arévalo Decide |
| 2023-act. | Vidal Galicia Jaramillo                      | PP             |

## Educación
Cuenta con dos colegios públicos de enseñanza primaria (C. P. La Moraña y C. P. Los Arévacos), un colegio concertado (Colegio Amor de Dios) en el que también se puede estudiar enseñanza secundaria obligatoria. Además existen dos centros públicos de enseñanza secundaria en los que se pueden estudiar ESO, Bachillerato y varios ciclos formativos (I. E. S Adaja y I. E. S Eulogio Florentino Sanz). Este último y el Colegio Amor de Dios cumplieron en 2009 cincuenta años de existencia.

## Símbolos

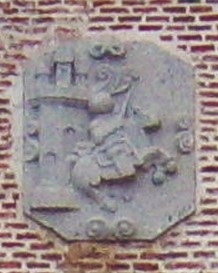
Relieve heráldico en la fachada de la Casa de los Sexmos

Las armas de la ciudad de acuerdo con el Real Despacho de Blasón en un documento firmado el 25 de enero de 1905 incorporan desde tiempo inmemorial a un «guerrero armado con casco, lanza y cota de mallas que sale de una fortaleza». El escudo está orlado por los títulos de «Muy Noble», «Muy Ilustre» y «Muy Leal». Estos tres primeros fueron otorgados por el monarca Alfonso VIII en virtud a la participación en el año 1212 de sus milicias concejiles en la batalla de las Navas de Tolosa. En el siglo XX se añadirían el de «Muy Humanitaria» y la Cruz de la Beneficencia entre los ornamentos.

## Cultura

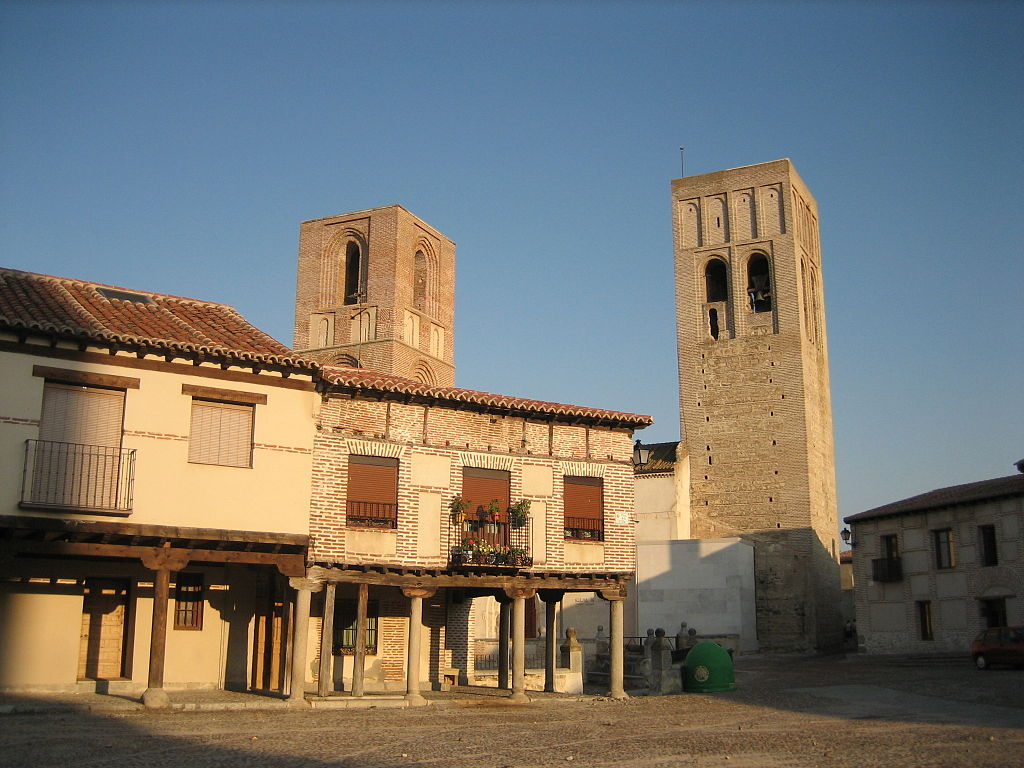
Arquitectura civil popular y religiosa de estilo mudéjar.

### Patrimonio
Es una de las ciudades de Castilla con mayor cantidad de monumentos mudéjares. Se trata de una ciudad con declaración de conjunto histórico-artístico, en la que cabe destacar:

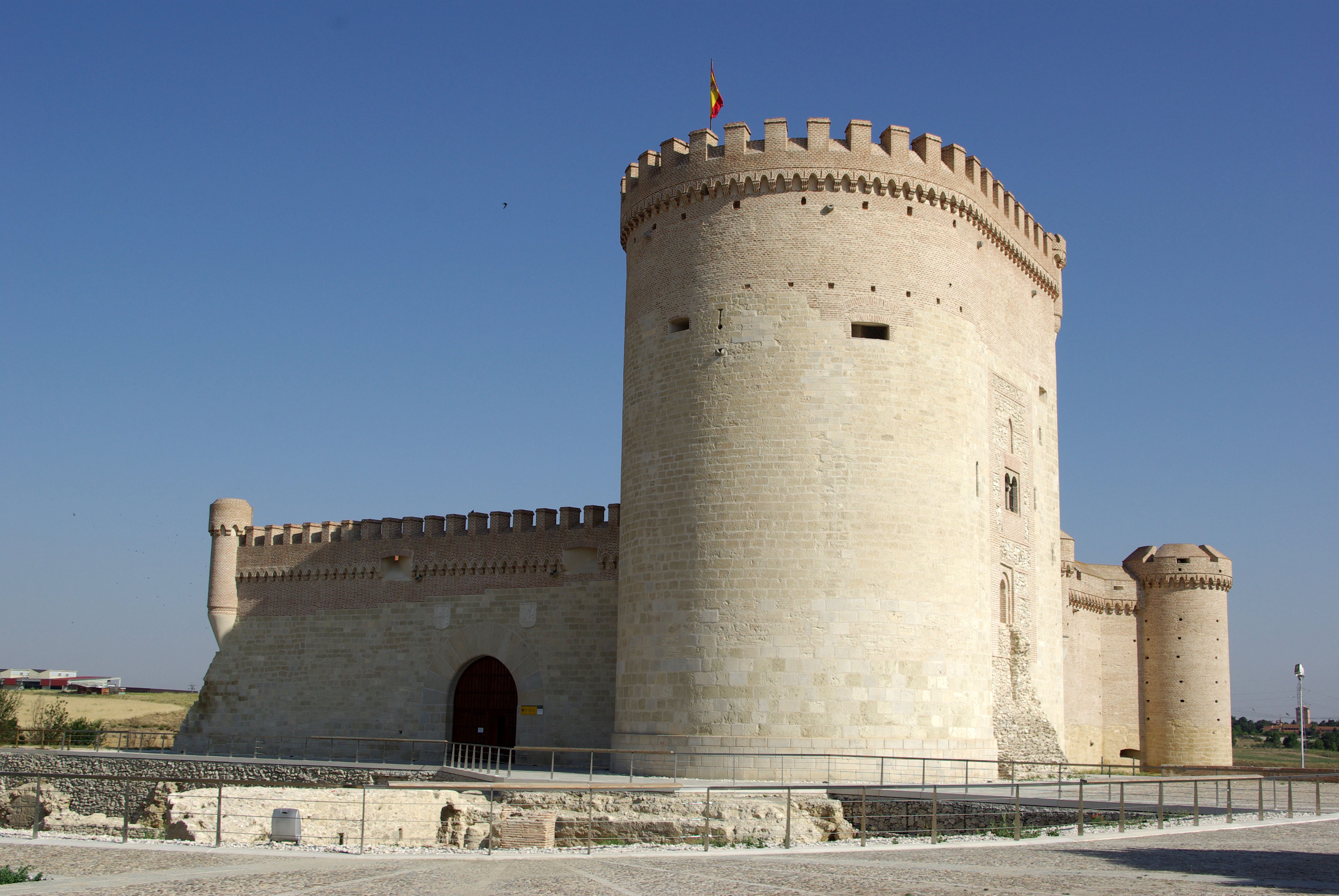
Castillo de Arévalo
También conocido como castillo de los Zúñiga. Ocupa la parte más extrema del triángulo amesetado formado por la confluencia de los ríos Adaja y Arevalillo. En su origen la fortificación primigenia estaba unida a la muralla. La torre del homenaje fue construida sobre un torreón de estilo mudéjar. El castillo actual data de la segunda mitad del siglo XV, aunque sufrió posteriormente importantes reformas a principios del XVI, cuando la fortaleza estuvo en mano de los Reyes Católicos; con estos cambios pasó de una planta cuadrada a la planta pentagonal que le caracteriza. Durante el siglo XIX sufrió fases de abandono y también fue utilizado como campo sacro y cantera de piedra. Finalmente el municipio cedió el inmueble al Ministerio de Agricultura, que acometió diferentes reformas y obras de restauración. Acoge un museo de cereal. Actualmente está abierto para su visita durante los fines de semana y festivos nacionales, realizándose visitas guiadas cada media hora hasta las seis de la tarde.
Muralla

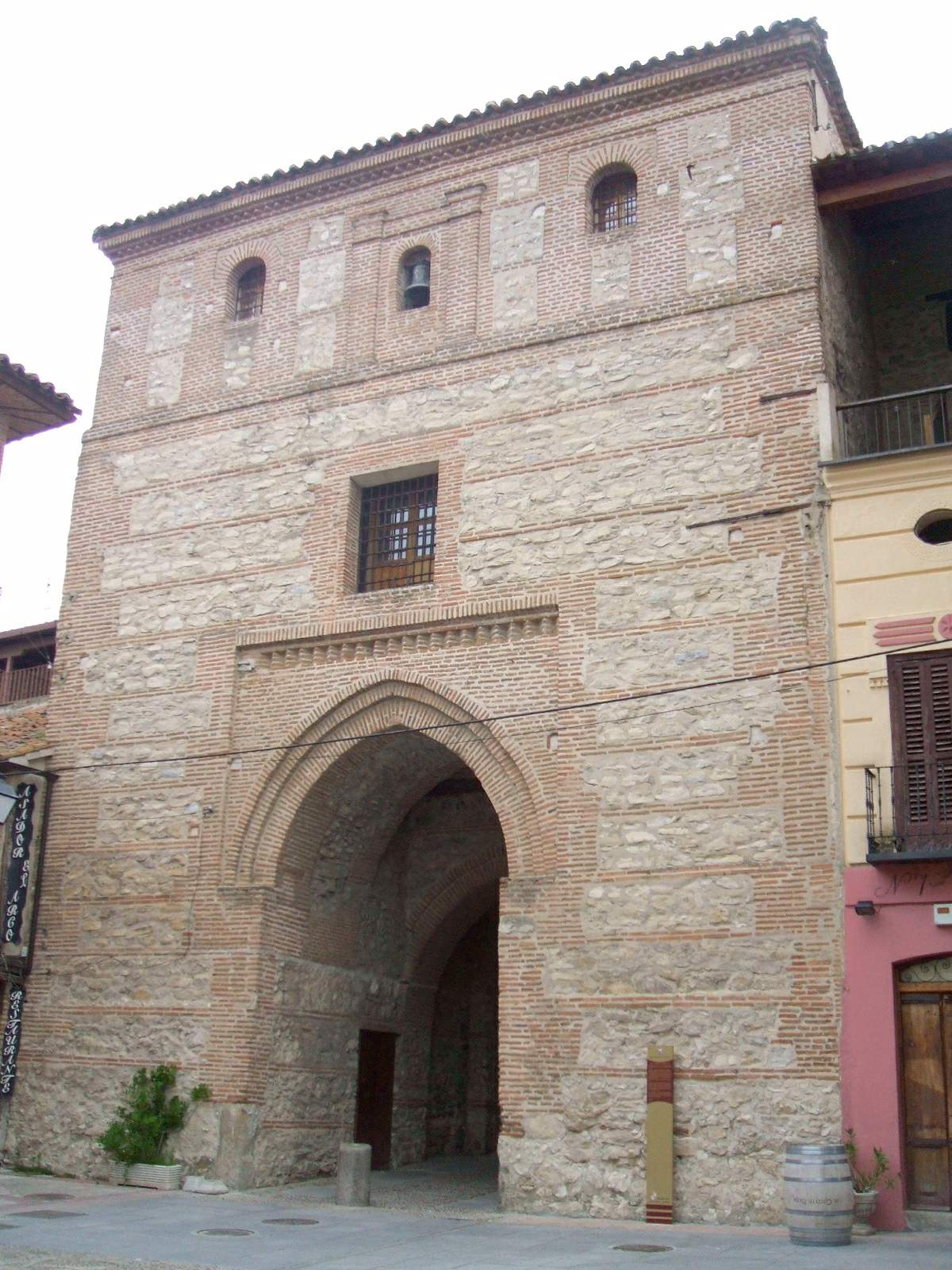
Arco de Alcocer, uno de los restos de la muralla original

Sólo apreciable en parte, debido a su deterioro. Se comenzó un período de restauración, actualmente paralizado. Tenía cinco puertas y formaba un triángulo en cuyo vértice superior se encontraba el castillo. Los dos lados del triángulo están formados por los ríos Arevalillo y Adaja. La base del triángulo constaba de un doble lienzo de muralla con foso al sur. Se puede ver la puerta denominada «Arco del Alcocer», llamado popularmente «Arco de la Cárcel» por haberse utilizado como cárcel local en determinados periodos, y que fue la entrada principal de la muralla, acogiendo en la actualidad la oficina de turismo de la ciudad. 
Iglesia parroquial de Santo Domingo de Silos

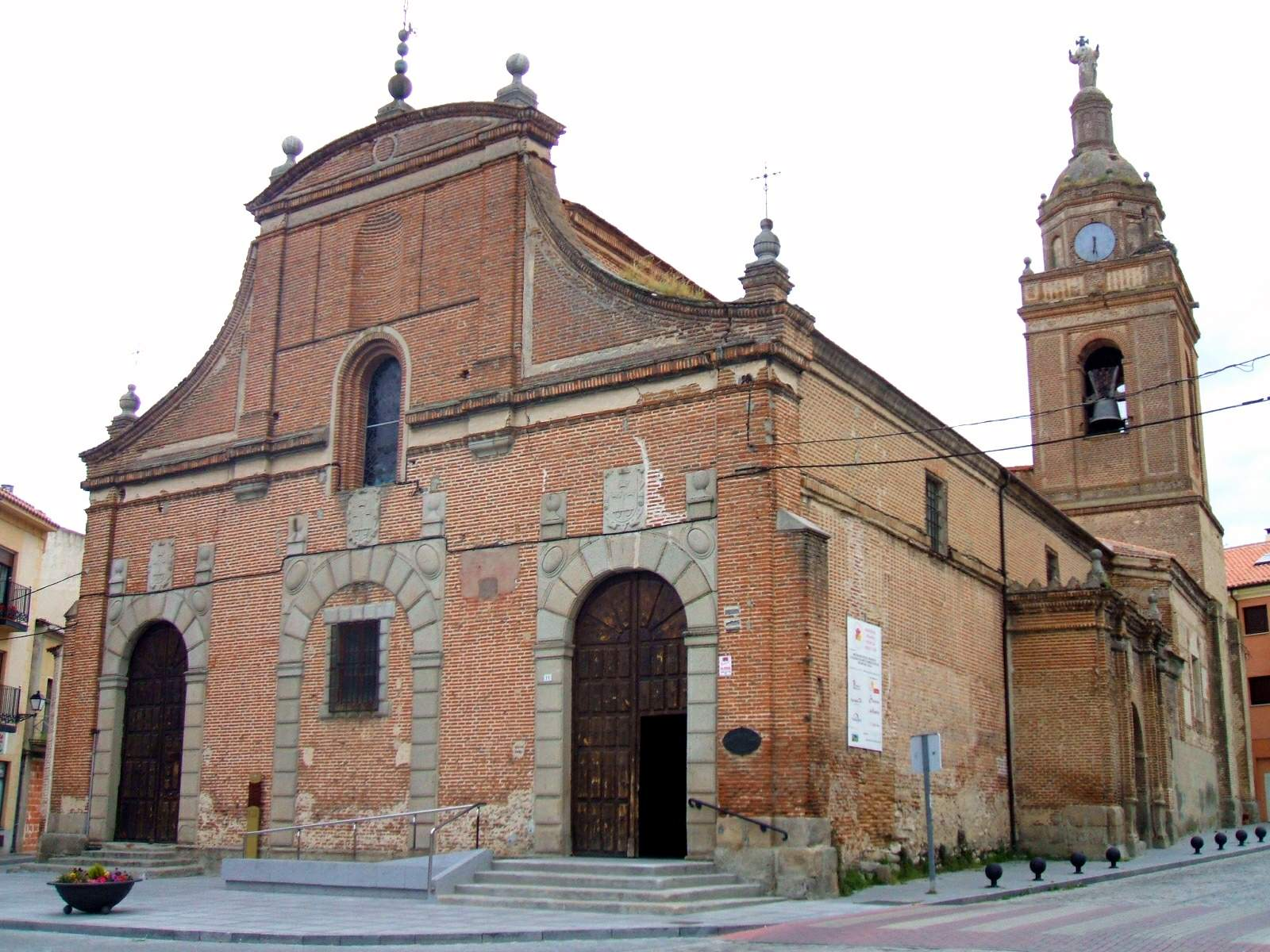
Fachada de la Iglesia de Santo Domingo

Construida extramuros y situada en la actualmente conocida como plaza del Arrabal. En ella se veneran los restos de San Vitorino, patrón de Arévalo, así como la nueva imagen de la Virgen de las Angustias, patrona de la ciudad, rescatada después de su abandono provisional al producirse el derribo de la iglesia del convento del Real, donde históricamente había recibido fervoroso culto. Cuenta con varias obras de arte de muy buena factura destacando su imagen de San Francisco de Asís y la impresionante rejería. En lo referente al culto diario, es la principal iglesia de Arévalo.

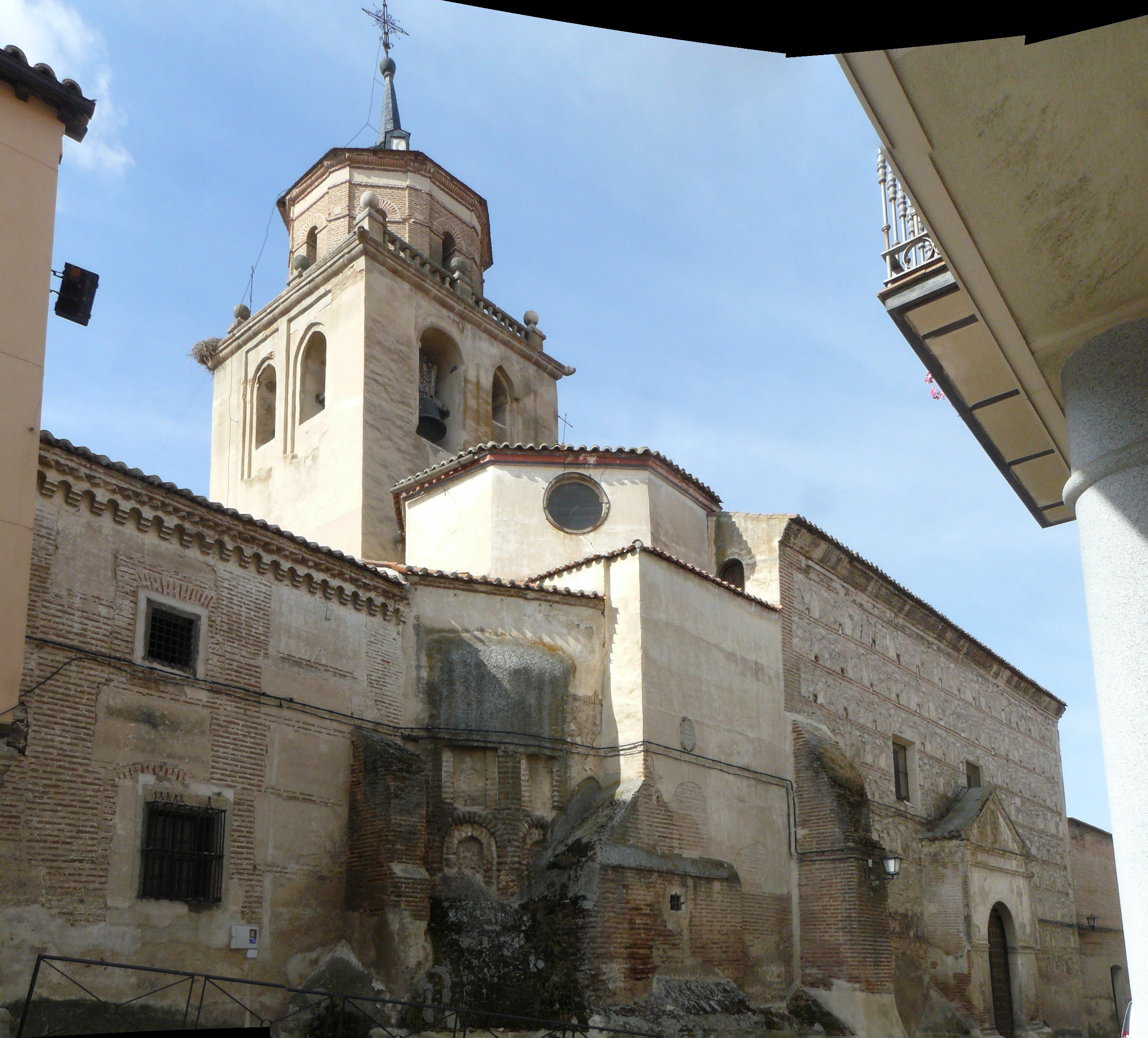
Iglesia de San Juan Bautista

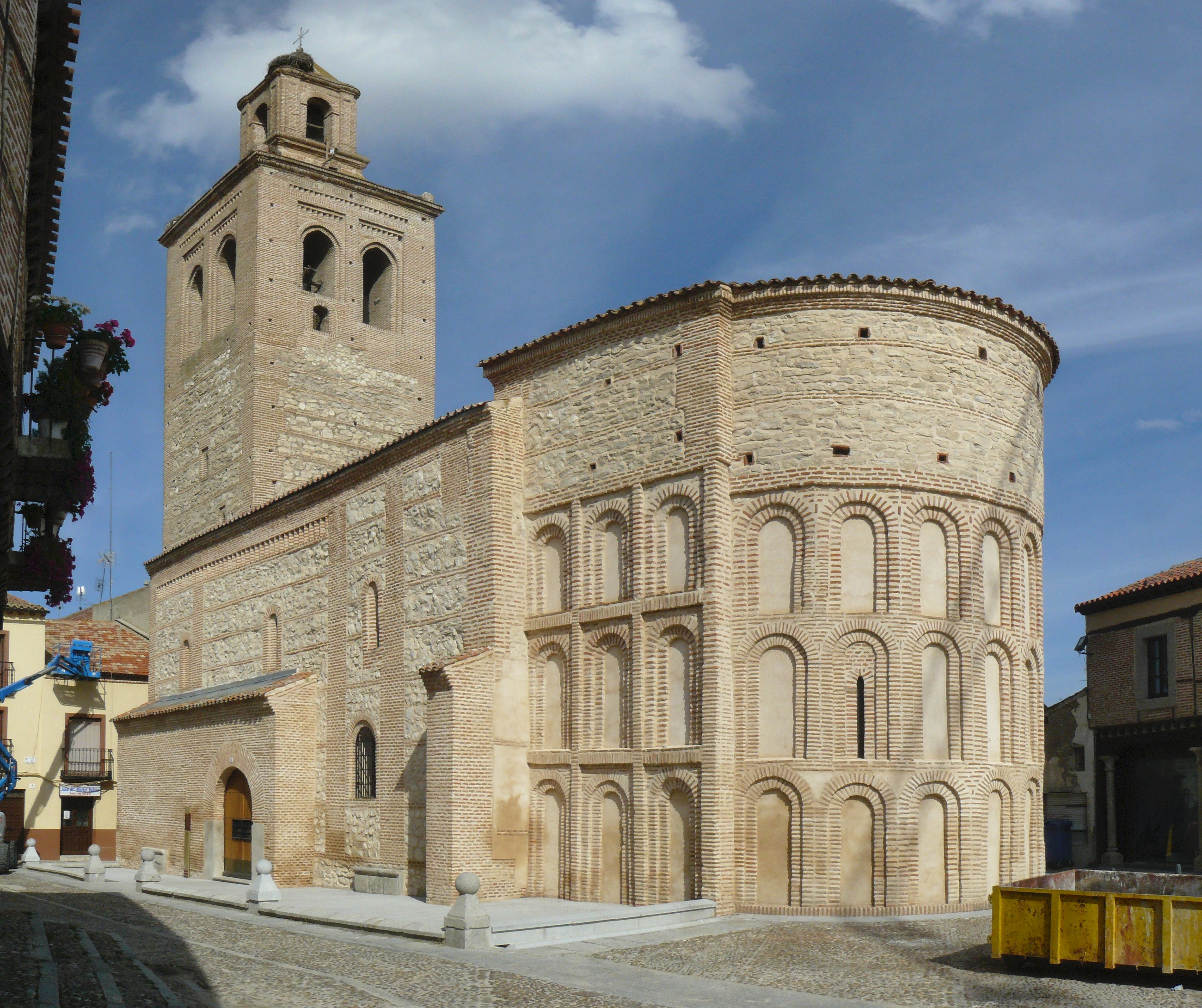
Iglesia de Santa María la Mayor

Incrustada en la muralla, su torre formaba parte del 'Camino de Ronda', era la iglesia del palacio de los Trastámara en Arévalo. Su origen se fecha entre finales del siglo XII y comienzos del siglo XIII. Entre el siglo XVI y el siglo XIX la iglesia sufrió importantes remodelaciones; entre ellas las comprendidas en los siglos XVIII y comienzos del siglo XIX, se remiten sobre todo a la adecuación del templo a un estilo barroco. Es la única que, junto con la parroquial, se mantiene abierta al culto de los fieles aunque no a diario sino en fechas y novenarios determinados. Actualmente acoge muchas de las obras de arte que estuvieran en su día en la iglesia de San Nicolás de Bari, de la Compañía de Jesús. También se encuentra allí la talla original de la Virgen de las Angustias, patrona de la ciudad y de la que fuera muy devota la reina Isabel la Católica (tanto es así que hizo que se llevaran esta imagen a la Toma de Granada, pasando a ser después de la conquista la patrona de dicha ciudad).
Iglesia de San Nicolás de Bari
Forma parte del complejo iglesia-colegio que bajo la advocación de Santiago la Compañía de Jesús tuvo en Arévalo hasta su expulsión de España en el año 1767. Se encuentra incluida en la Lista Roja del Patrimonio de Hispania Nostra por su lamentable estado de conservación.
Iglesia de Santa María
Situada en la plaza de la Villa, presenta la peculiaridad de que su torre —la más alta de Arévalo— es atravesada por la calle del mismo nombre. Durante su restauración aparecieron restos policromados de un Pantocrátor que se cree proceden de la iglesia original (siglos XII-XIII). No tiene culto. Entre los meses de mayo y noviembre de 2013 acogió junto con las de San Martín y El Salvador el evento Credo correspondiente a la Exposición de las Edades del Hombre, una muestra de arte sacro.
Iglesia de San Miguel

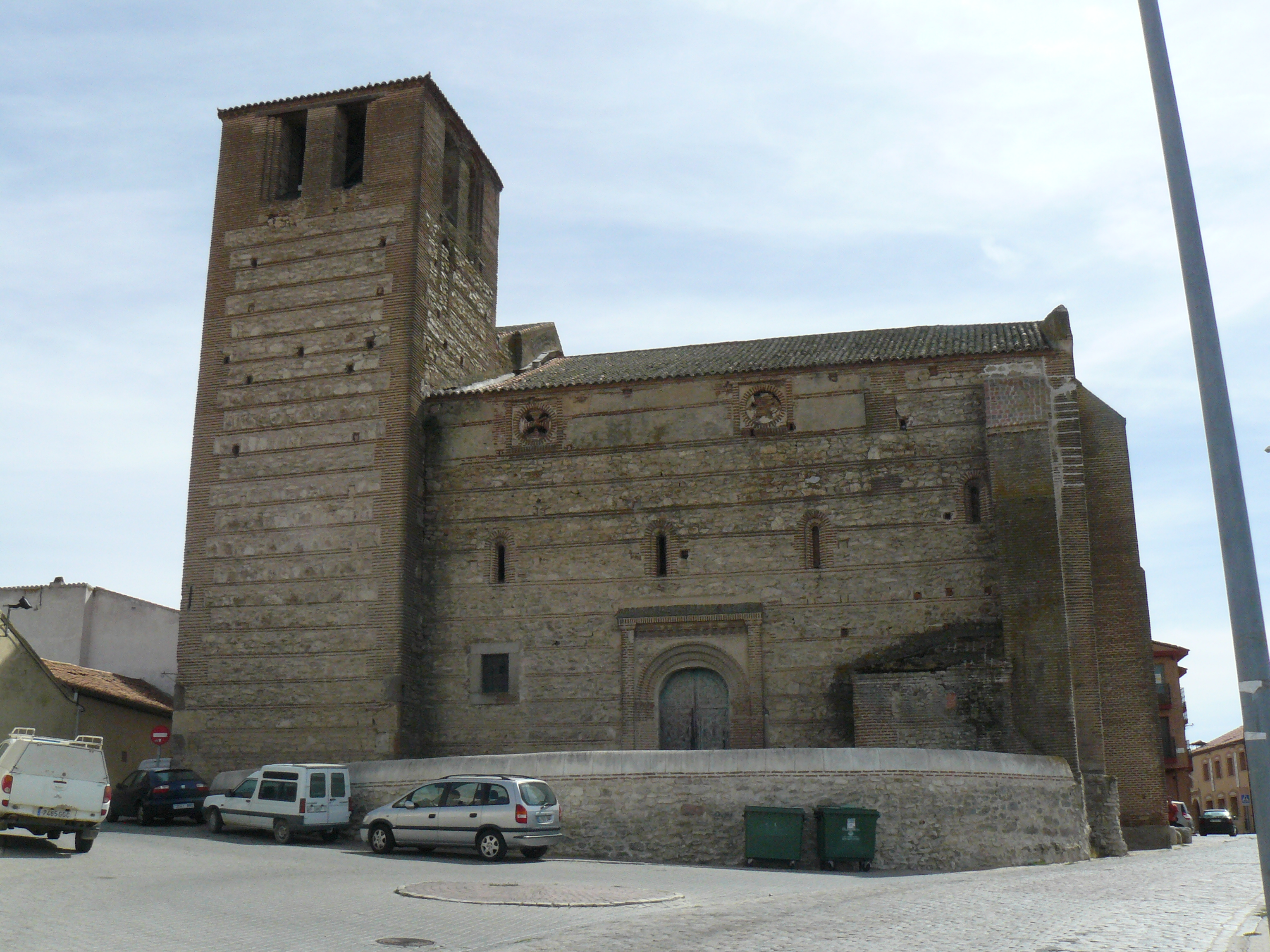
Vista frontal de la iglesia de San Miguel

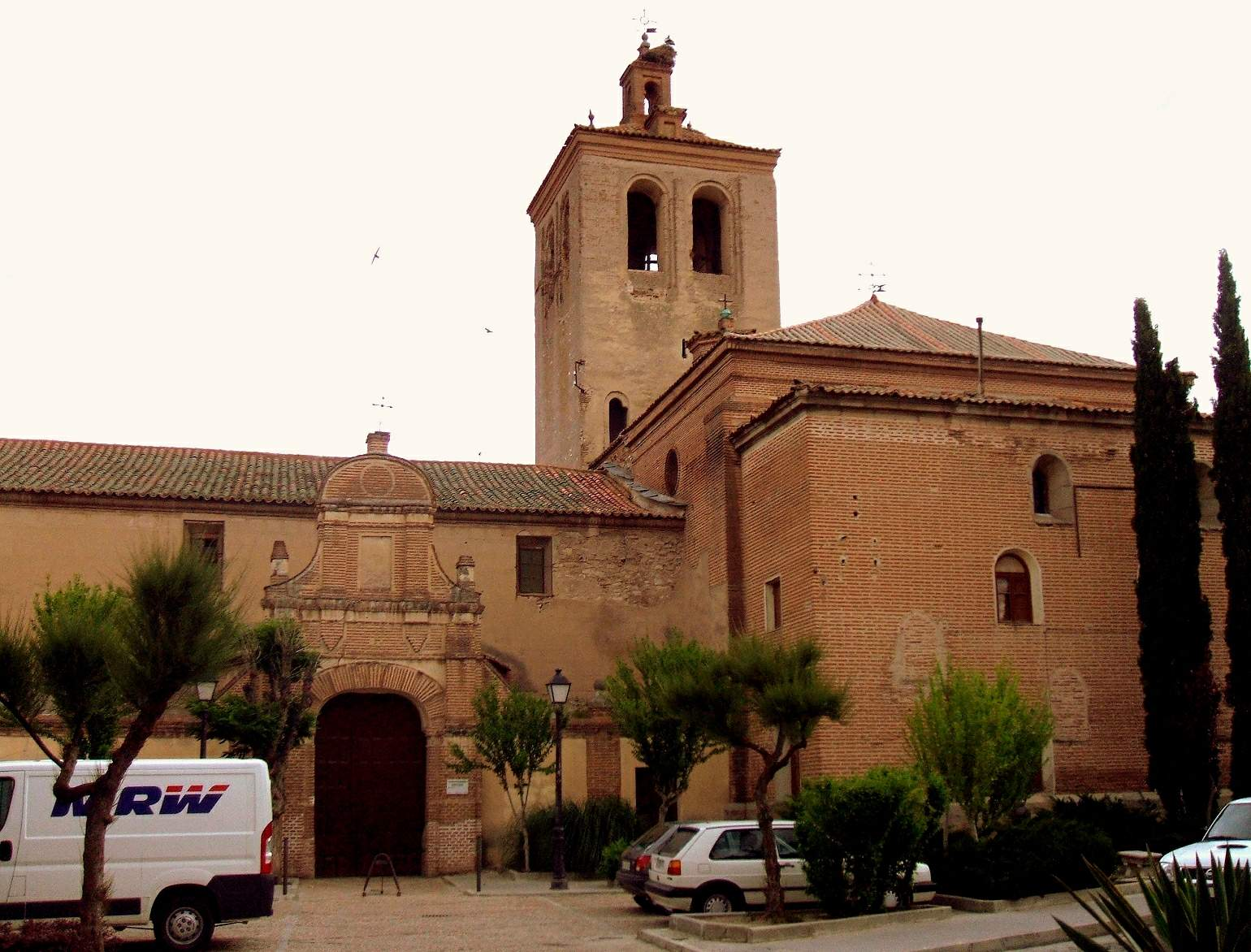
Vista de la Iglesia de El Salvador

Se trata de una iglesia intramuros, construida en una zona cuya defensa fue encargada a la familia Montalvo. Se hace mención del templo en el documento de Gil Torres de 1250. Sufrió profusas y profundas reformas durante el siglo XVI. Su torre aparece desmochada y rematada en ladrillo. Cuando se construyó quedó más alta que la torre de la iglesia de Santa María la Mayor (o Santa María la Real). Siendo esta última la iglesia real, no se permitió que ninguna otra (de las catorce que llegó a tener la ciudad) la superase en altura. En la actualidad se encuentra vacía y sin culto siendo usada solamente para conciertos y actos culturales. En su interior hay un magnífico retablo del arcángel que da su nombre a la iglesia y que fue pintado entre 1507-1508 por el maestro Marcos Pinilla. 

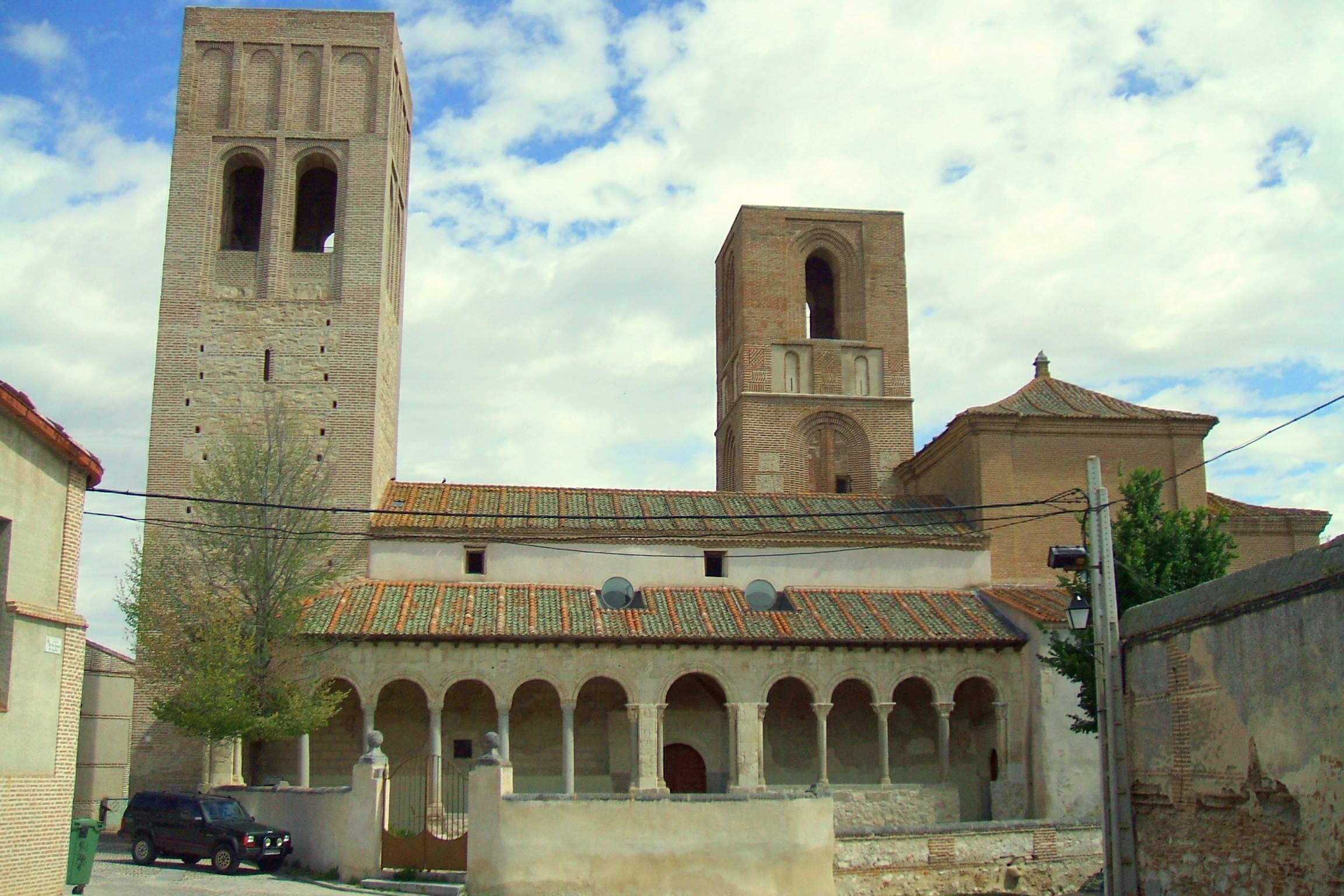
Iglesia de San Martín
También llamada «de las Torres Gemelas», está situada en la plaza de la Villa. Actualmente se encuentra muy restaurada y acoge una sala de exposiciones (Centro Cultural de la Iglesia de San Martín). Entre los meses de mayo y noviembre de 2013 acogió la segunda sede de CREDO correspondiente a la Exposición de las Edades del Hombre. Su primera mención escrita se remonta a 1250; cuenta con una nave de tapial y dos torres, una hueca —la «Torre de los Ajedreces»— y otra maciza —la «Torre Nueva»—. Fue declarada monumento nacional el 4 de junio de 1931, aunque estuvo abandonada durante una gran parte del siglo XX.
Iglesia de El Salvador
Iglesia extramuros de fábrica románica de ladrillo. Se conoce mención escrita del templo ya en 1230. Los elementos románicos y mudéjares corresponden a la capilla del evangelio y a la torre. En los siglos XVI y XVII se acometieron nuevas reformas en las que se añadieron nuevas capillas y bóvedas. Actualmente sin culto, en ella se guardan normalmente los pasos procesionales de Semana Santa. Entre los meses de mayo y noviembre de 2013 acogió la tercera sede de CREDO correspondiente a la Exposición de las Edades del Hombre.
Plaza de la Villa
Típicamente castellana, porticada, es decir, con soportales, según expresión popular. Declarada conjunto Histórico-Artístico. Con, interesante históricamente, edificación castellana denominada la Casa de los Sexmos que albergaba el gobierno estas circunscripciones territoriales. 
Puente de Medina

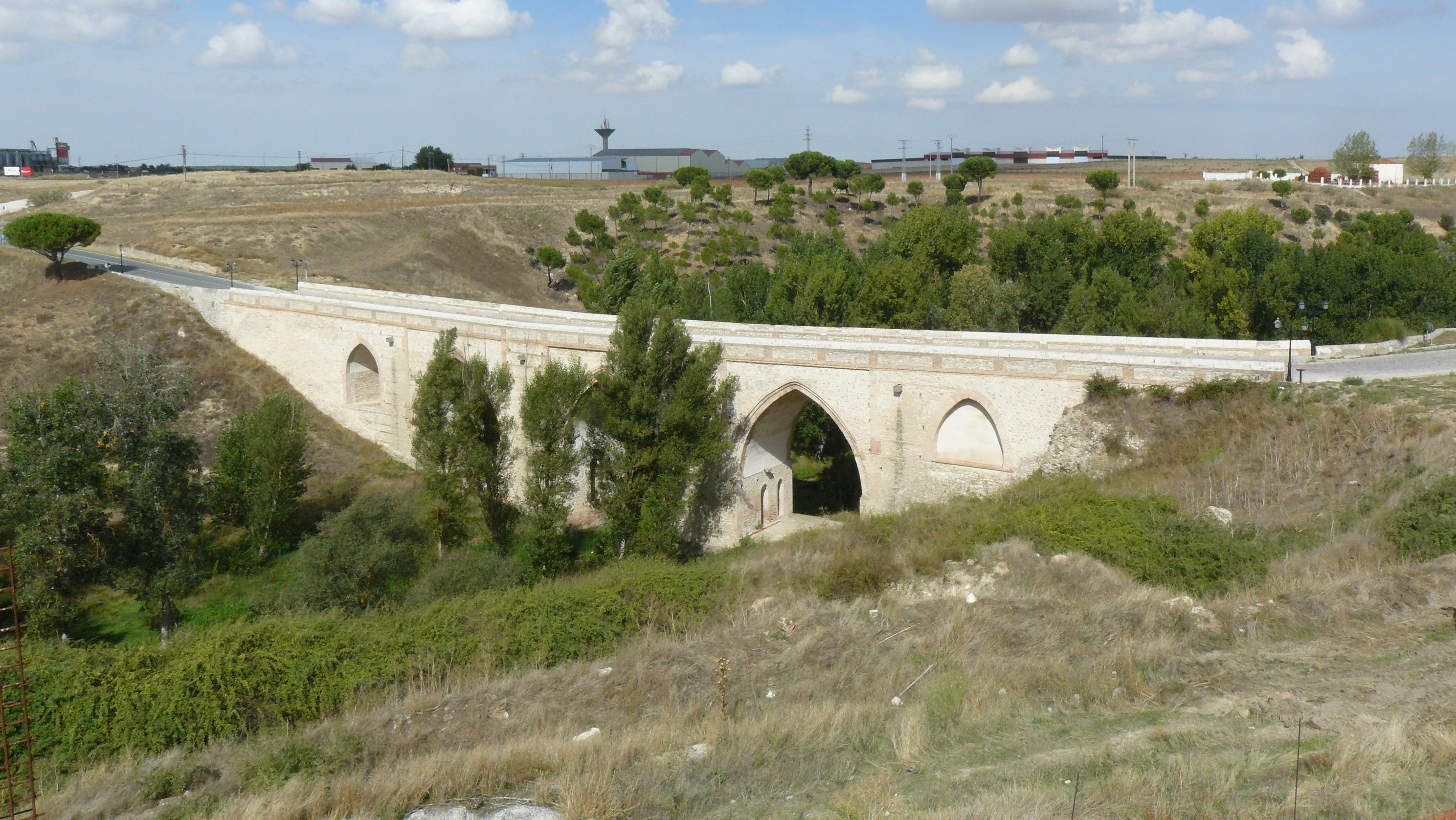
Vista general del Puente de Medina

Este puente medieval —que cruza el río Arevalillo— fue construido durante el siglo XIV. De estilo mudéjar, está compuesto de tres arcos principales apuntados con forma de ojiva. Fue declarado mediante Real Decreto bien de interés cultural con la categoría monumento el 19 de octubre de 1983 (publicación en el Boletín Oficial del Estado del 27 de diciembre de 1983).

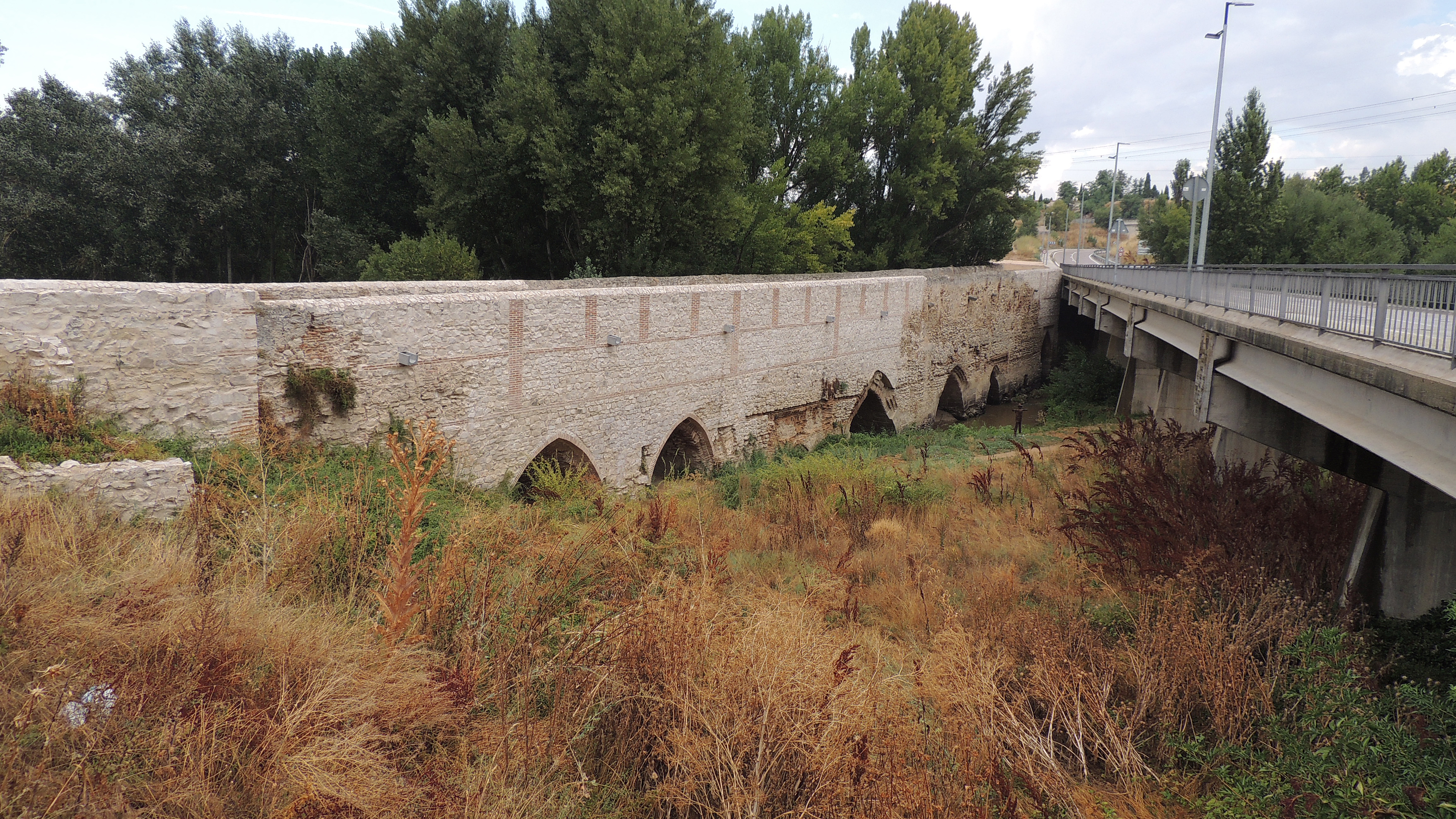
Puente de Valladolid
Histórico puente sobre el río Adaja, tiene siete arcos y 110 m de longitud y, actualmente, se encuentra en estado de abandono y ruina parcial ocasionada en parte por la construcción de un nuevo puente en la década de 1970.
A pesar de su estado es uno de los monumentos de mayor valor patrimonial de Arévalo.
Ermita de La Lugareja

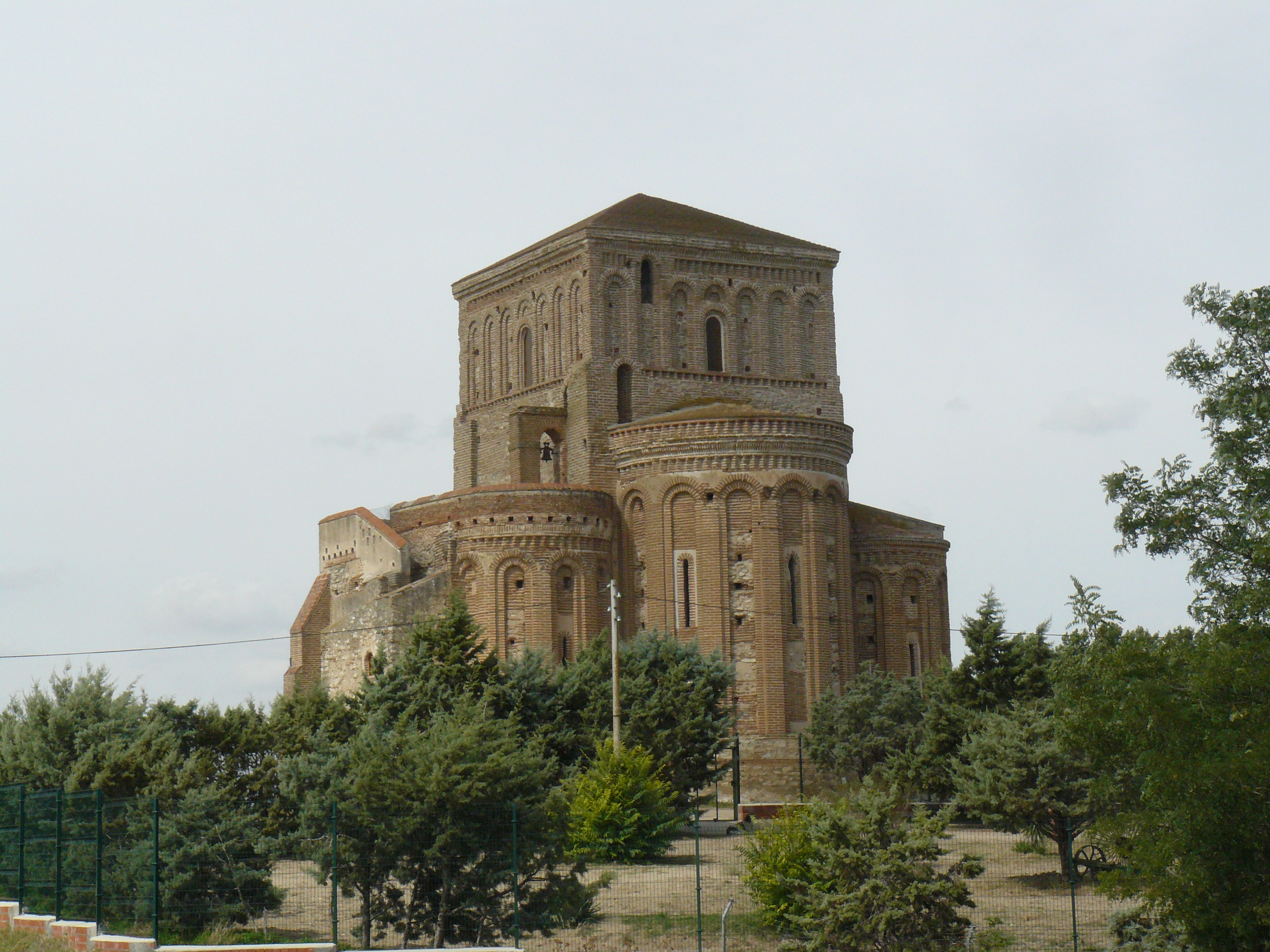
Vista de la ermita de La Lugareja

También conocida como iglesia de Santa María, la ermita, que se encuentra a 1,5 km al sur de la localidad, era antiguamente un monasterio de estilo mudéjar del que únicamente se conserva la cabecera con tres ábsides. Este fue mencionado por primera vez en abril de 1179 y abandonado hacia 1240 por sus ocupantes —canónigos—, momento en el que fue entregado a monjas de la orden del Císter. Cuenta con un cimborrio montado en el interior a base de una cúpula sobre pechinas. La ermita es de titularidad privada y fue declarada monumento histórico-artístico el 4 de junio de 1931.
Palacio de los Sedeño

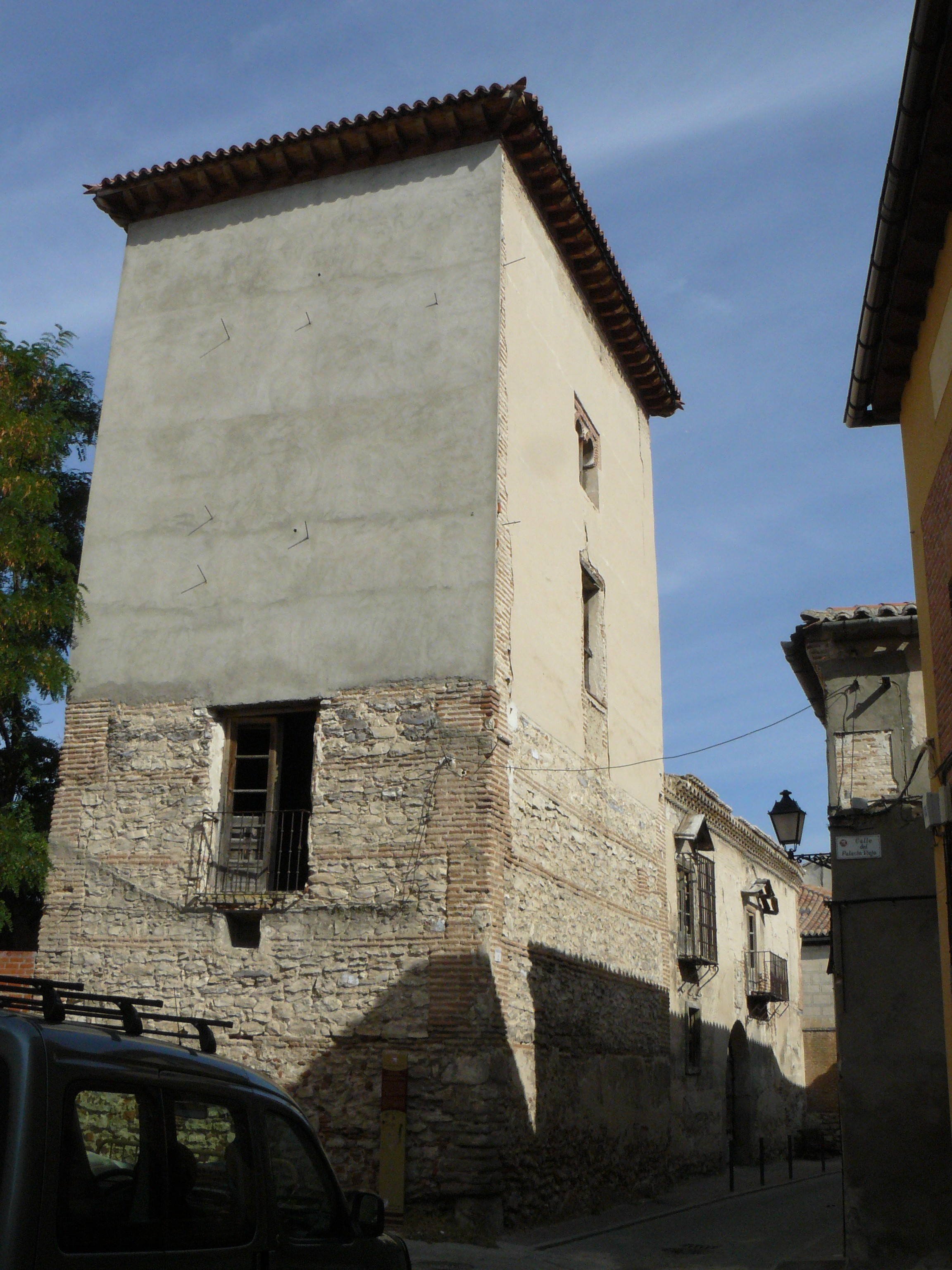
Torre del palacio de los Sedeño

Se localiza en la calle de Santa María. Se trata de una casa-palacio que cuenta con una torre de planta rectangular de 18 m. La construcción de esta última se data alrededor del año 1400, mientras que el resto del edificio adosado en los siglos XV —la portada y los tres cegados huecos del piso superior— y XVI. Se encuentra en estado ruinoso.
Palacio de Gutiérrez-Altamirano
Está situado en la Calle Larga de dicha localidad, y está dividido en varias casas particulares. Se trata de una casa-palacio de los Señores Altamirano, entroncada con la rama que existía en la vecina localidad de Fontiveros; sobre su adintelada puerta de granito, campean los escudos con el águila de los Sedeño, el castillo de los Altamirano y los roeles de los Gutiérrez. Una de sus peculiaridades es un balcón esquinado con columna de capitel jónico, muy semejante a los característicos balcones esquinados extremeños. Hace esquina con el callejón del Paraíso. En este palacio vivieron los abuelos de Hernán Cortés.
También existen casas-palacio como: la Casa de las Milicias Concejiles; Palacio de Cárdenas; Palacio de Río Ungría; Palacio de Ballesteros Ronquillo (en ruinas); y Palacio del General Vicente de Río. Sin olvidar otros como el o el del Marqués de Villasante en la calle de la Morería. Las Casas Reales de Arévalo o Palacio de El Real, donde se educó Isabel La Católica desapareció en la década de 1970 por motivos nunca del todo enteramente aclarados.
Aparte de esta localizaciones otros lugares de interés son la avenida de Emilio Romero;[cita requerida] el nuevo puente construido sobre el de San Julián que fue dañado en una riada en 1616; la ermita de la Virgen del Camino (popularmente llamada "la Caminanta"); la biblioteca municipal (instalada en la antigua alhóndiga); el Centro de Interpretación de la Naturaleza, situado en la Plaza del Real; y el mercado de los martes en el recinto ferial; plazas como las del Arrabal, del Real, San Pedro y de la Villa.
Restos paleontológicos
Encontrados en las orillas del cementerio de Arévalo. Se trata de tortugas gigantes (Testudo bolivari) fosilizadas datadas en el Mioceno Superior. Actualmente se encuentran expuestas en los museos de Sabadell y de la Universidad de Salamanca.

### Museos

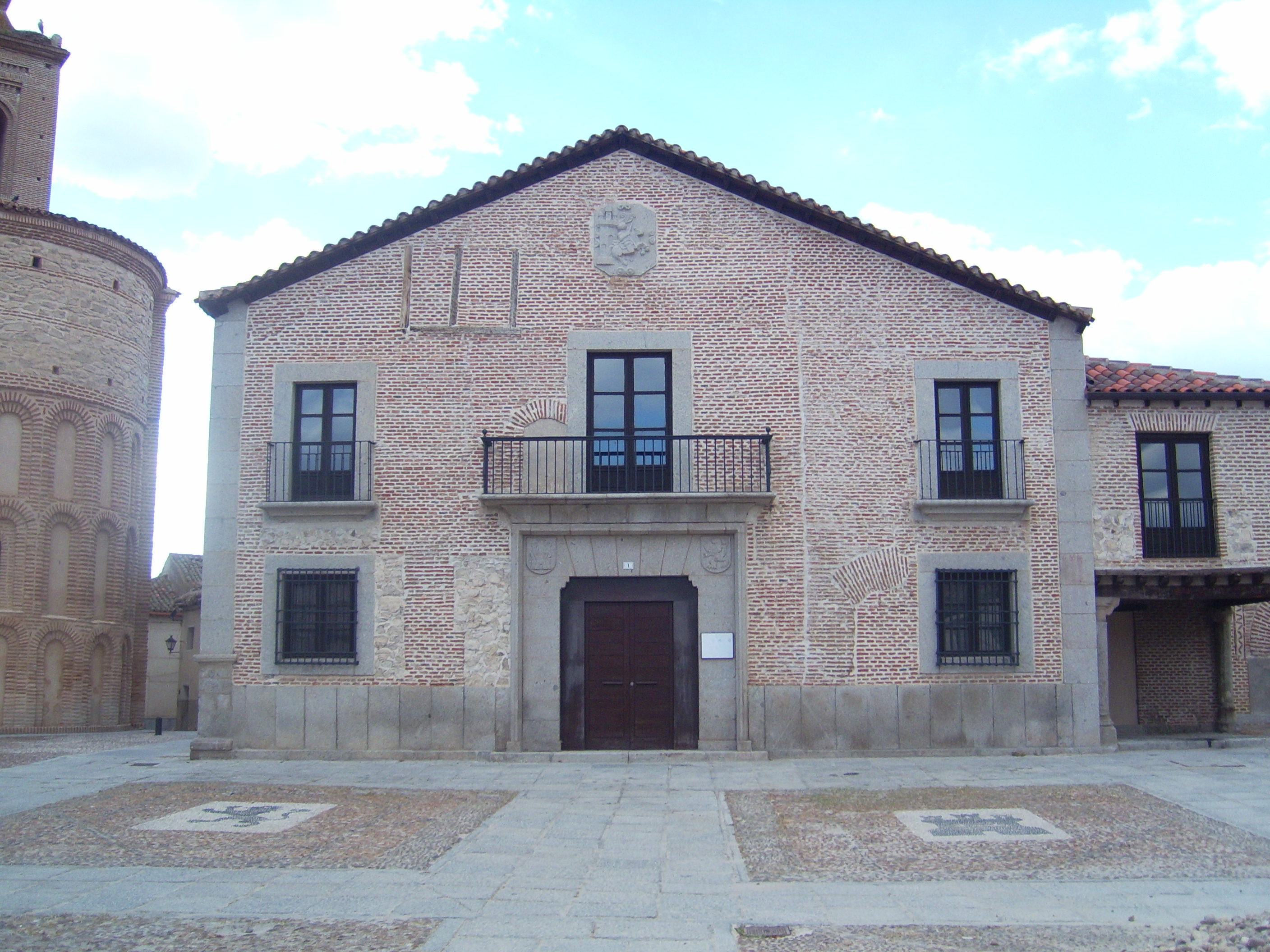
Casa de los Sexmos, actual sede del Museo de Historia de Arévalo

- Museo de Historia de Arévalo. Situado en la Plaza de la Villa, antigua Casa del concejo y de los Sexmos.
- Centro de Interpretación de la Naturaleza. Situado en la Casa Nueva del Concejo, en la Plaza del Real.
- Centro de Actividades del Mudéjar - CAM. Entre la Plaza de la Villa y calle Nicasio Hernández Luquero.
- Castillo de los Zúñiga - Museo del Cereal.

### Bibliotecas
- Biblioteca Emilio Romero. Situada en la plaza del Real, contiene 21 500 ejemplares, muchos de ellos donados por el periodista y escritor Emilio Romero Gómez.
- Biblioteca Municipal de Arévalo. Antigua Alhóndiga o pósito. Situada en c/ Alhóndiga s/n, cerca de la plaza del Real. Biblioteca municipal en activo que contiene más de 17 000 ejemplares, entre los que se encuentran novelas, biografías, literatura juvenil e infantil, etc.

### Fiestas
Arévalo celebra las fiestas de su patrón San Vitorino Mártir el día 7 de julio con su tradicional desfile de gigantes y cabezudos, la inauguración del recinto ferial, concentraciones de peñas, conciertos, concurso de cortes, corridas de toros y encierros por las calles y campos del pueblo. Estas fiestas han contado ocasionalmente con un espectáculo de fuegos artificiales desde la explanada del castillo y concluyen desde hace varios años con un encierro nocturno. Hay que citar en este epígrafe la inauguración en el 2009 de la nueva plaza de toros tan esperada en toda la comarca por la gran afición existente a este espectáculo.
Las fiestas patronales se celebraron tradicionalmente durante el mes de junio. Sin embargo en los años 70 se decidió cambiar de fechas, mediante referéndum del pueblo promovido por el entonces alcalde, de las fiestas debido a las irregularidades climáticas del mes de junio que interrumpían con frecuencia los festejos, al mes de julio, tomándose como referencia, el primer domingo de julio, siendo el 7 de julio el día del patrón, San Vitorino aquí, coincidiendo con San Fermín en Pamplona.
El día 9 de febrero es también festivo, celebrándose la fiesta de Nuestra Señora de las Angustias, patrona de la localidad, famosa por la típica subasta de todo y fundamentalmente gallos y corderos, celebrada tradicionalmente en la Plaza del Real.
Las romerías de la Virgen de la Caminanta y la Virgen de la Lugareja son también festejos muy tradicionales, con los cofrades portando báculo característico y corbata rosada, celebrándose la procesión y una merienda campestre amenizada por la música de la dulzaina y el tamboril. Los últimos años la romería de la Virgen de la Lugareja no ha podido realizarse al negarse los dueños del terreno donde se encuentra la ermita a permitir el acceso a cofrades y peregrinos.
También es muy conocida la feria de muestras, a la que acude la gente de los pueblos circundantes, y la fiesta gastronómica del tostón de Arévalo. No olvidemos la Feria de Antigüedades, que se viene celebrando a primeros de cada mes de mayo desde los años 80 del pasado siglo; esta feria fue suspendida en 2012 por motivos económicos, y sustituida por un rastrillo.
En el año 2012 se emitió por la primera cadena de TVE la serie Isabel, sobre la reina Isabel la Católica, con la aparición en ella de la ciudad de Arévalo, en virtud a que fue localidad de residencia de la reina.

### Gastronomía

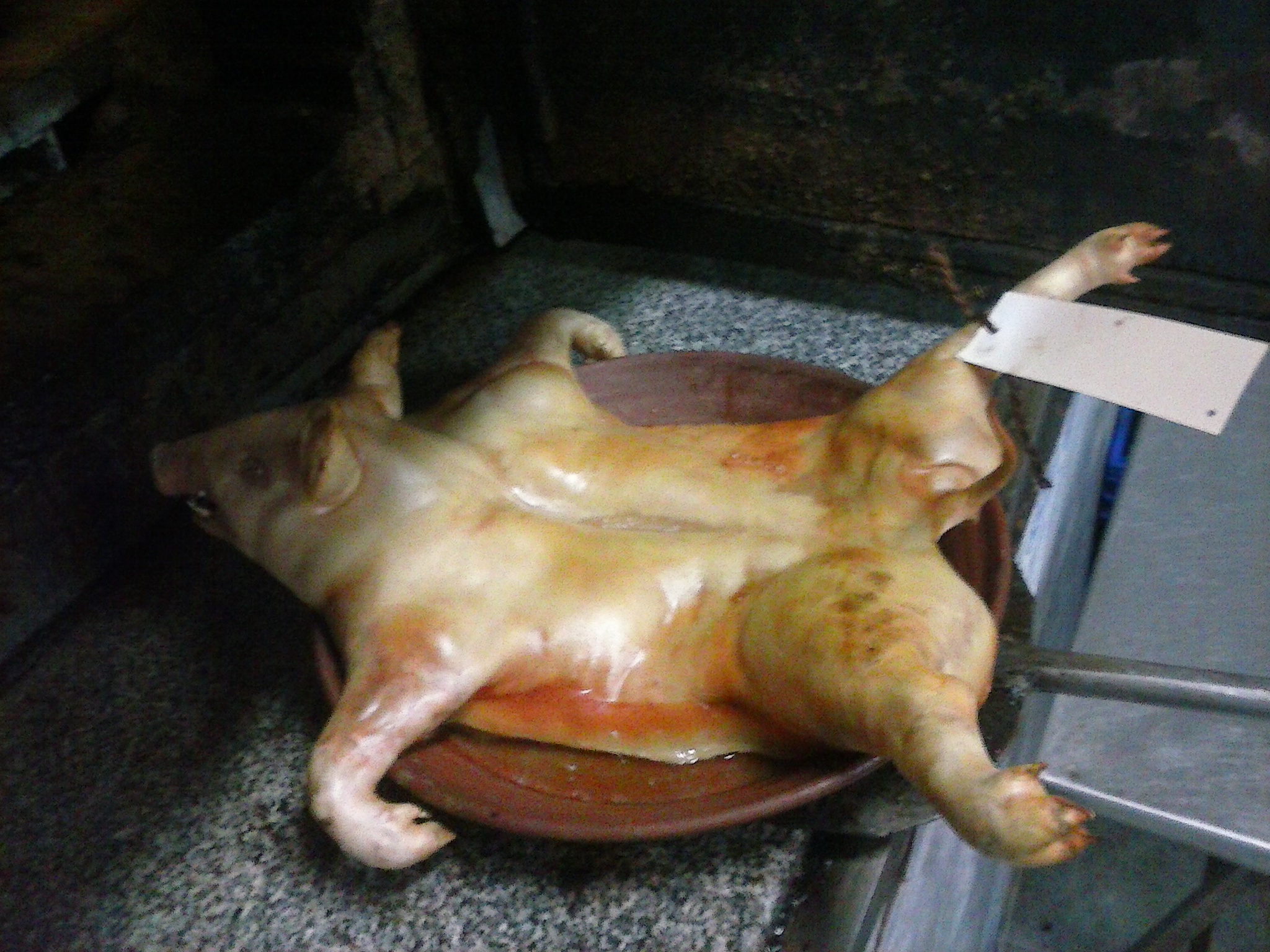
Cochinillo de Arévalo

El plato típico por excelencia de la gastronomía arevalense es el cochinillo o tostón asado, el cual se parte con un plato al uso tradicional. Son también típicos los asados de cordero y cabrito. Durante la Semana Santa se elaboran torrijas y rozneques (una masa azucarada y anisada que se fríe en forma de cilindros alargados o anillados). Las llamadas tortas del Veedor típicas de estas tierras se caracterizan por acompañar bien a muchos tipos de comidas, no sólo a las de características dulces. Los bollos de manteca que no faltan en las haciendas rurales acompañados del vino de cosecha propia, las mantecadas hechas con receta de monja y harina candeal fina, y los llamados «jesuitas», pasteles de hojaldre rellenos de crema, son otros productos típicos de la repostería arevalense.
En otros tiempos fue una zona productora de vinos, conservándose aún algunas de las antiguas bodegas, visibles muchas en las llamadas cuestas del río Arevalillo, y no se deben olvidar las que en su día pertenecieron a la familia Perotas, cuyo patriarca Marolo Perotas se caracterizó por su habilidad en la poesía popular además de como productor de caldos de la tierra y comerciante en los provenientes de otras tierras, como Tierra-Medina y Rueda, bajo el lema "quien bien compra, bien vende". En la actualidad la pujanza de otras zonas vitivinicultoras cercanas ha hecho que esta actividad se haya perdido. Ha sido siempre una zona de gran tradición agrícola. Son de gran calidad sus garbanzos, de mayor tamaño que los de otras zonas de Castilla y León, y de cocción muy tierna. Un manjar característico del otoño son los níscalos (Lactarius deliciosus), preparados de diversas formas en los bares y restaurantes de la ciudad.

## Ciudades hermanadas
Arévalo participa en la iniciativa de hermanamiento de ciudades promovida, entre otras instituciones, por la Unión Europea. A partir de esta iniciativa se han establecido lazos con las siguientes localidades:
| Ciudades hermanadas |        |                        |        |                    |        |
| País                | Ciudad | Fecha de hermanamiento | Escudo | Web de la ciudad   | Imagen |
| Francia             | Autun  | 2005                   |        | Autun (en francés) |        |